# Claude Monet

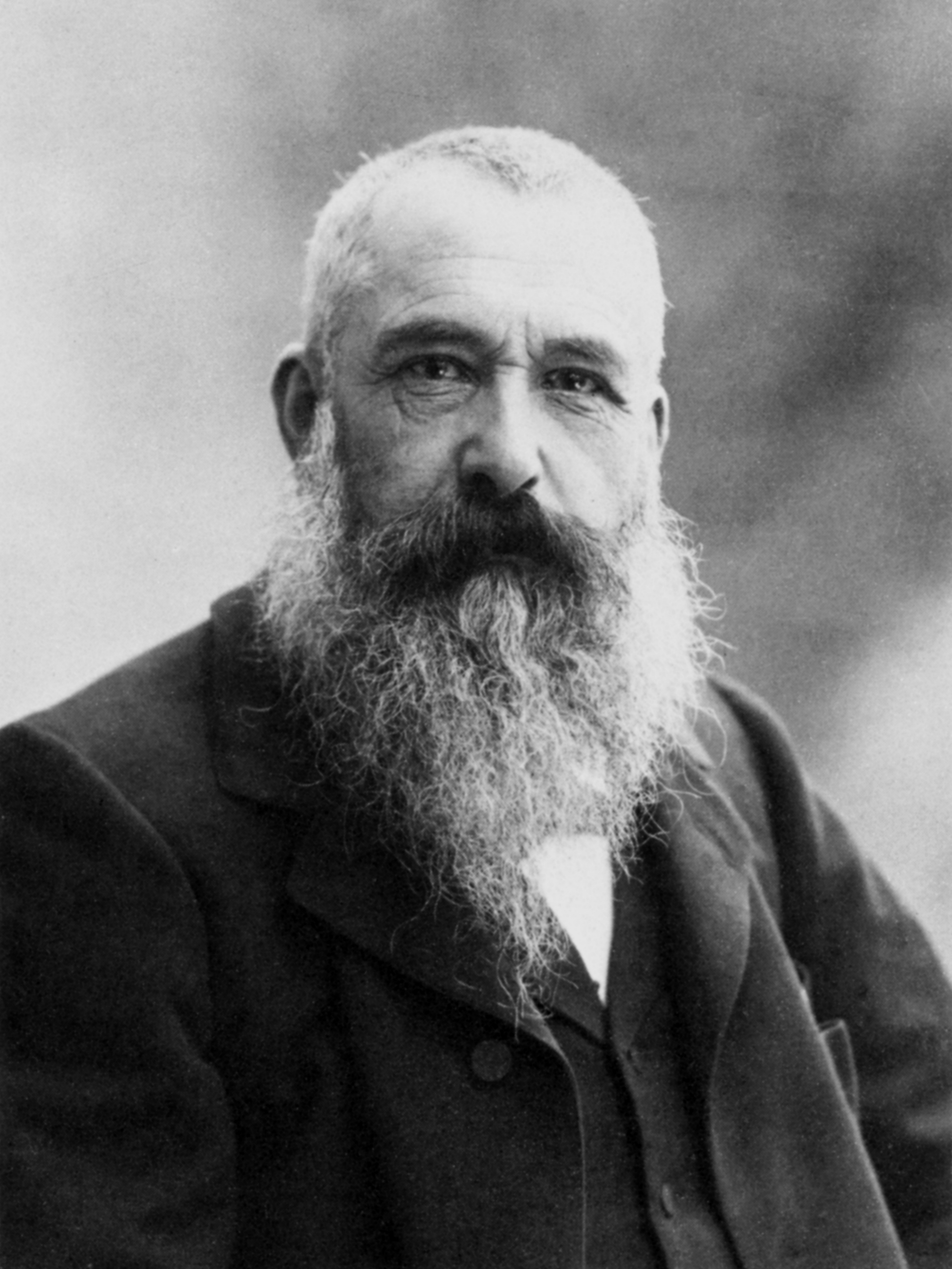
Claude Monet auf einer Aufnahme von Nadar aus dem Jahr 1899

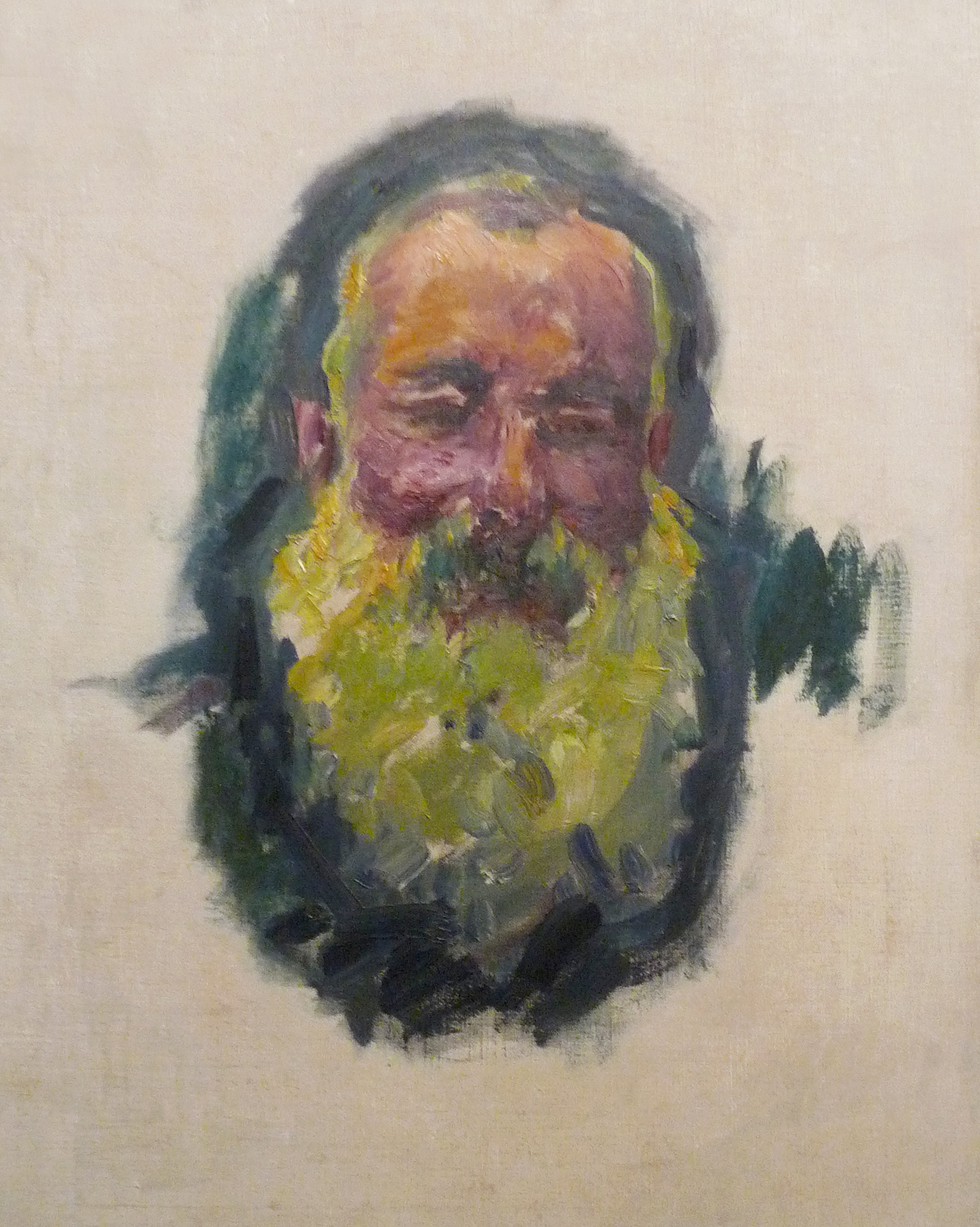
Selbstbildnis, 1917, Musée d’Orsay in Paris

Claude Monet [klod mɔnɛ] (* 14. November 1840 in Paris; † 5. Dezember 1926 in Giverny, geboren als Oscar-Claude Monet) war ein bedeutender französischer Maler, dessen mittlere Schaffensperiode der Stilrichtung des Impressionismus zugeordnet wird.
Das Frühwerk bis zur Mitte der 1860er Jahre umfasst realistische Bilder, von denen Monet einige im Pariser Salon ausstellen durfte. Ende der 1860er Jahre begann Claude Monet, impressionistische Bilder zu malen. Sein Bild Impression, Sonnenaufgang aus dieser Schaffensphase, eine Hafenansicht von Le Havre, gab der gesamten Bewegung ihren Namen. Mit seiner Entfernung vom traditionellen von Kunstakademien geprägten Zeitgeschmack verschlechterte er seine finanzielle Situation.
In den 1870er Jahren beteiligte sich Monet an einigen der Impressionisten-Ausstellungen, an denen auch Künstler wie Pierre-Auguste Renoir oder Edgar Degas teilnahmen, und wurde vor allem vom Kunsthändler Paul Durand-Ruel gefördert.
Monets finanzielle Situation blieb bis in die 1890er Jahre angespannt. In dieser Zeit entwickelte Monet das Konzept der Serie, nach dem er ein Motiv in verschiedenen Lichtstimmungen malte. Daneben begann er in Giverny seinen berühmten Garten anzulegen, der als Motiv vieler seiner Bilder diente.

## Leben

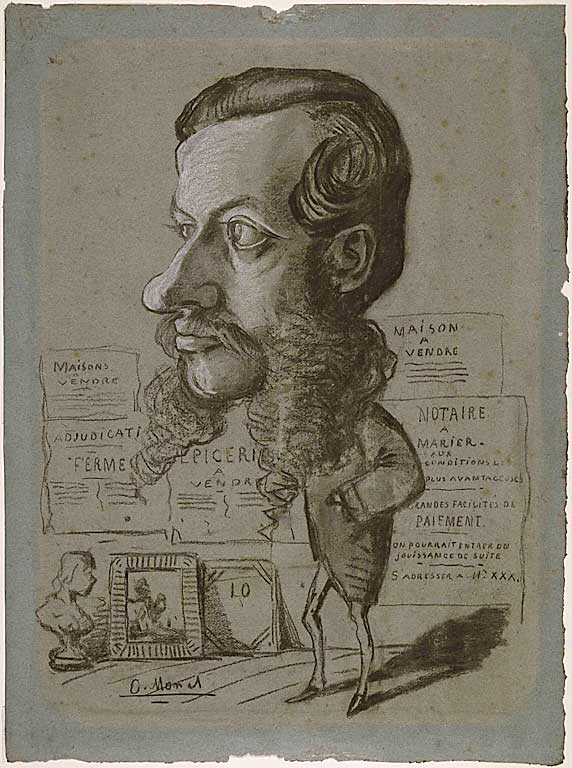
Karikatur des Notars Léon Marchon, etwa 1855/1856, Art Institute of Chicago mit der Unterschrift O. Monet

Claude Monet wurde am 14. November 1840 in der Rue Laffitte 45 in Paris geboren. Er war der zweite Sohn von Adolphe Monet und seiner Frau Louise Justine Aubrée. Er wurde in der Kirche Notre-Dame-de-Lorette als Oscar-Claude Monet getauft, von seinen Eltern aber immer nur Oscar genannt. Sein Vater besaß einen Kolonialwarenhandel. Seine wirtschaftliche Situation verschlechterte sich um 1845 so weit, dass die Familie nach Le Havre an die Mündung der Seine umzog, wo die Halbschwester des Vaters, Marie-Jeanne Lecadre, lebte. Ihr Mann, Jacques Lecadre, war Kolonialwarengroßhändler und Schiffslieferant und bot Monets Vater Arbeit in seinem Handelskonzern. Die Winter verbrachte die Familie Monets in ihrem Haus in Le Havre, die Sommer über hielt sie sich im Landhaus der Lecadres im nördlich gelegenen Vorort Sainte-Adresse auf. Später zog er mit seiner Familie zu einem nebenliegenden Dorf, wo sich die Familie aber nicht lange aufhielt, da Adolphe Monet aus beruflichen Gründen umziehen musste.
In Le Havre besuchte Claude Monet zwischen 1851 und 1857 das Städtische Gymnasium und erhielt dort Zeichenunterricht bei Jacques-François Ochard. Er lehnte die schulische Disziplin ab und hielt sich stattdessen lieber auf den Klippen oder am Meer auf. Im Unterricht fertigte Monet Karikaturen von Schülern und Lehrern an, die im Schaufenster des einzigen Rahmenhändlers in Le Havre ausgestellt wurden. Bereits im Alter von 15 Jahren war Claude Monet in der ganzen Stadt als Karikaturist bekannt. Er erhielt Aufträge, für die er Preise von 20 Francs erzielen konnte. Sie waren alle mit O. Monet von ihm unterschrieben worden (Siehe Karikatur des Notars Marchon).

### Ausbildung
Neben dessen Karikaturen wurden im Schaufenster des Rahmenhändlers auch Seelandschaften des Malers Eugène Boudin ausgestellt. Claude Monet mochte diese Bilder nicht und lehnte es ab, Boudin auf Vermittlung des Rahmenhändlers hin kennenzulernen. Als er jedoch Boudin beim Betreten des Geschäftes nicht bemerkte, ergriff der Händler die Möglichkeit, Boudin Monet als den Zeichner der Karikaturen vorzustellen. Der Maler lobte das Talent Claude Monets, gab ihm jedoch auch den Rat, sich nicht mit dem Zeichnen zu begnügen und schlug ihm vor, Landschaften zu malen.
Nach dem Tod seiner Mutter am 28. Januar 1857 sorgte sich Monets Tante, die selbst Hobbymalerin war und Kontakte zu Armand Gautier unterhielt, um den jungen Claude Monet. Nach dem Tod Jacques Lecadres übernahm Monets Vater dessen Geschäfte und zog mit seiner Familie in dessen Haus. In diesem Jahr entstand Monets erstes Landschaftsgemälde und er beschloss, Maler zu werden. Sein Vater stellte daraufhin beim Magistrat von Le Havre den Antrag auf ein Stipendium, der, wie auch ein zweiter Antrag im Folgejahr, abgelehnt wurde. Trotzdem reiste Monet nach Paris, um die Ausstellung des Salon de Paris zu besuchen. Daneben nahm er Kontakt zu Künstlern wie Constant Troyon und Armand Gautier auf und arbeitete im Atelier des Malers Charles Monginot, der mit Boudin befreundet war. Während dieser Zeit erhielt Monet finanzielle Unterstützung durch seinen Vater. Daneben standen Claude Monet 2000 Francs zur Verfügung, die er mit seinen Karikaturen verdient hatte und die seine Tante für ihn verwaltete. Im Jahr 1860 verringerte sich die finanzielle Unterstützung durch seinen Vater, da er sich weigerte, wie von seinen Eltern gewünscht in die École des Beaux-Arts einzutreten. Monet trat in die freie Malschule Académie Suisse ein, in der er sich vor allem mit Figurenstudien beschäftigte. Monet besuchte Ausstellungen der Künstlerkolonie in Barbizon. Die Maler der Schule von Barbizon lehnten die verbreiteten idealisierenden Landschaftskompositionen ab und bevorzugten stattdessen Landschaftsbilder im Stil des Realismus. Außerdem hielt sich Claude Monet in der Brasserie des Martyrs auf, die ein Treffpunkt vieler moderner Künstler und Autoren war.
Im April 1861 erhielt Claude Monet die Einberufung zum sieben Jahre dauernden Militärdienst. Es bestand die Möglichkeit, sich vom Militärdienst für 2500 Francs freizukaufen. Dafür besaß Claude Monet jedoch nicht genug Geld, und seine Familie wollte die Summe nur stellen, wenn Monet dafür die Malerei aufgeben und das Geschäft in Le Havre übernehmen würde. Er entschied sich für die Malerei und wurde der Kavallerie in Algerien zugeteilt. Weil er an Typhus erkrankte, durfte er im Sommer des Jahres 1862 nach Le Havre zurückkehren. Dort lernte er den aus den Niederlanden stammenden Johan Barthold Jongkind kennen. Zusammen arbeiteten beide an Landschaftsstudien. Im November 1862 wurde Claude Monet von seiner Tante vom Militärdienst für die noch höhere Summe von 3000 Francs freigekauft, um ihm die letzten sechs Dienstjahre zu ersparen. Sie wies ihm Auguste Toulmouche, der Genremaler und Ehemann der Cousine von Marie-Jeanne Lecadres war, als künstlerischen Betreuer zu. Dieser empfahl Monet den Eintritt in das Atelier von Charles Gleyre, in dem auch Pierre-Auguste Renoir, Alfred Sisley und Frédéric Bazille eingeschrieben waren. Zusammen mit Bazille reiste Monet 1863 über Ostern nach Chailly in der Nähe von Barbizon und malte dort Landschaftsbilder, wie auch im Folgejahr. Er setzte darüber hinaus seine Studien bei Gleyre fort, bis dessen Atelier im Juli 1864 schloss. Den Sommer über malten Monet, Bazille, sowie Jongkind und Boudin, die später folgten, an der Kanalküste der Normandie. Monets Familie drohte ihm infolge von Streitigkeiten mit der Einstellung der finanziellen Unterstützung, so dass er Bazille zum ersten Mal um Geld bat. Während des Studiums gab sich Monet bürgerlich, so trug er beispielsweise trotz seiner schwierigen finanziellen Situation Hemden mit Spitzenmanschetten, und wurde von seinen Mitstudenten als Dandy bezeichnet.

### Salon-Ausstellungen

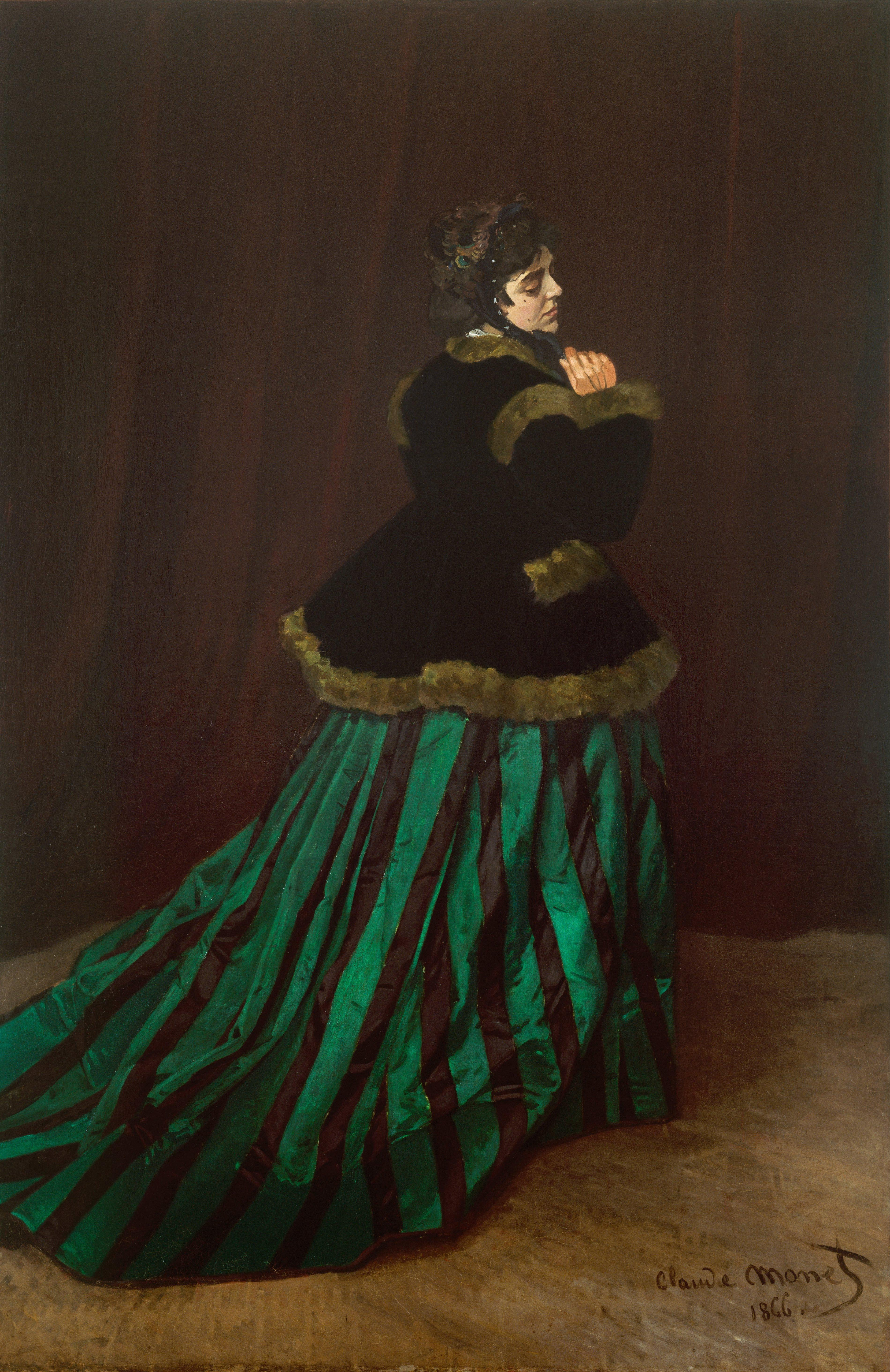
Camille im grünen Kleid, 1866, Kunsthalle Bremen

1864 wurde ein Blumenstillleben von Claude Monet in der städtischen Kunstausstellung von Rouen ausgestellt. Daneben wurde Monet von Louis-Joseph-François Gaudibert mit dem Malen zweier Porträts beauftragt. Dieser Auftrag hatte für ihn eine besondere Bedeutung, weil auch Gaudiberts Sohn später Porträts in Auftrag gab und ihm darüber hinaus finanzielle Zuwendungen als Unterstützung zukommen ließ. Ende 1864 oder Anfang 1865 gründeten Claude Monet und Frédéric Bazille ein gemeinsames Atelier in Paris. Im Pariser Salon des Jahres 1865 durfte Monet zwei Seestücke zeigen. Diese beiden Bilder stießen auf positive Kritik, was Claude Monet dazu veranlasste, für die Salon-Ausstellung des Jahres 1866 ein monumentales Frühstück im Grünen zu planen, das er jedoch nicht fertigstellen konnte. Bei den Arbeiten an diesem Werk saß ihm Camille Doncieux Modell, mit der Monet eine Beziehung einging. Das Bild plante Monet in Anlehnung an das Frühstück im Grünen von Édouard Manet, welches durch dargestellte Nacktheit ohne mythologischen Hintergrund einen Skandal hervorrief, wobei Monet jedoch sein Bild eher konservativ und damit dem Massengeschmack entsprechend halten wollte. Monet bewunderte die Werke Manets, zu dem er seit 1866 engeren Kontakt hatte. Als er das geplante Bild für den Salon nicht fertigstellen konnte, malte er innerhalb von vier Tagen Camille im grünen Kleid, das im Salon positiv aufgenommen wurde.
Claude Monet täuschte aufgrund seiner finanziellen Schwierigkeiten den Bruch mit Camille vor und näherte sich damit wieder seiner Familie an, von der er sich finanzielle Unterstützung erhoffte. So verbrachte er den Sommer 1867 bei seinen Eltern in Sainte-Adresse, während die schwangere Camille weiterhin in Paris lebte und von Bazille versorgt wurde. Am 8. August 1867 brachte sie Monets ersten Sohn Jean zur Welt. Da er seine Geliebte und seinen Sohn nicht im Stich lassen wollte, kehrte Monet wieder nach Paris zurück. Im selben Jahr wurde mit dem Bild Frauen im Garten erneut ein Werk Monets vom Salon de Paris abgelehnt. Um seinen Freund finanziell zu unterstützen, kaufte Bazille dieses Werk auf Raten und nahm ihn wieder in seinem Atelier auf. Die finanzielle Situation Claude Monets blieb schwierig, so dass er sich 1868 in Étretat und Fécamp aufhielt, wo er erneut Aufträge des Reeders Gaudibert erhielt. Daneben löste dieser gepfändete Bilder Monets aus. Ende des Jahres floh Monet vor seinen Gläubigern erneut nach Paris. 1870 wurde wieder ein von Monet beim Salon de Paris eingereichtes Bild von der Jury abgelehnt. Am 26. Juni dieses Jahres heiratete Claude Monet die langjährige Geliebte Camille Doncieux. Durch seine Themenwahl und Malweise entfernte sich Monet immer weiter vom Salon de Paris und damit auch vom kommerziellen Erfolg.
Mit dem Beginn des Deutsch-Französischen Krieges im Juli 1870 verließ Claude Monet Frankreich und zog nach London, um der Einberufung in die Armee zu entgehen, während seine Freunde Bazille und Manet in den Krieg zogen. Am 28. November 1870 starb Bazille an der Front. Während seines London-Aufenthaltes lernte Claude Monet den Kunsthändler Paul Durand-Ruel kennen. Er lernte die Werke des englischen Landschaftsmalers William Turner schätzen, in dessen Bildern sich die Konturen im Licht auflösen. Am 17. Januar 1871 starb Monets Vater und er erhielt eine kleine Erbschaft. Nach Ende des Krieges kehrte Monet im Herbst 1871 nach einem Umweg über die Niederlande nach Frankreich zurück. Dort mietete er in Argenteuil ein Haus mit Garten. Mit dem Geld aus der Erbschaft und der Mitgift Camilles war der Familie erstmals das Leben in bürgerlichem Wohlstand möglich. 1872 kaufte Durand-Ruel mehrere Gemälde Monets. Dieser richtete sich ein Boot als Atelier ein und malte darauf am Ufer der Seine.

### Impressionisten-Ausstellungen
Bereits seit den 1860er Jahren verfolgte Monet die Idee, Künstler sollten als Gruppe in Eigenregie Ausstellungen ausrichten. Im Dezember 1873 wurde zu diesem Zweck die „Société Anonyme Coopérative d’ Artistes-Peintres, -Sculpteurs, -Graveurs, etc.“ gegründet. Dieser Gesellschaft schlossen sich auch die Künstler an, die später als Kern der Impressionisten galten.
Die erste Gruppenausstellung fand 1874 im Atelier des Fotografen Nadar am Boulevard des Capucines in Paris statt. Angelehnt an den Titel des ausgestellten Werkes Impression – Sonnenaufgang, das Monet 1872 in Le Havre zusammen mit anderen Bildern gemalt hatte, wurde diese Ausstellung durch den Kritiker Louis Leroy in der Zeitschrift Le Charivari abwertend als „Die Ausstellung der Impressionisten“ bezeichnet. So wurde der Begriff des Impressionismus, der erst spöttisch von Kritikern, in der Folge auch von den Künstlern selbst verwandt wurde, durch dieses Bild Monets begründet. Die Ausstellung blieb weitgehend unbeachtet und die Gesellschaft wurde Ende 1874 aufgelöst. Erst 1876 fand die zweite Impressionisten-Ausstellung statt. In den Räumlichkeiten des Kunsthändlers Durand-Ruel stellte Claude Monet dabei 18 Werke aus. In diesem Jahr lernte Monet auch Ernest Hoschedé, einen Kaufhausbesitzer, kennen, der ihn mit dem Malen von Paneelen für einen Saal in seinem Schloss Rottembourg in Montgeron beauftragte. Am 17. März 1878 wurde Monets zweiter Sohn Michel Monet geboren. Im Sommer dieses Jahres zog die Familie nach Vétheuil. Ihnen folgte dabei Alice Hoschedé mit ihren sechs Kindern, nachdem ihr Mann Konkurs anmelden musste. Am 5. September 1879 starb Monets erste Ehefrau Camille im Alter von 32 Jahren an den Folgen eines missglückten Schwangerschaftsabbruchs.
1881 kaufte Durand-Ruel weitere Bilder Monets und unterstützte auch dessen 1882 durchgeführte Malreisen an die normannische Küste finanziell. Im Dezember 1881 zogen Claude Monet und Alice Hoschedé mit den Kindern zusammen nach Poissy. Die Ausstellung der Impressionisten von 1882 war die letzte, an der sich Claude Monet beteiligte, bevor die Ausstellungsreihe vier Jahre später mit der achten Ausstellung endete. Zu diesem Zeitpunkt wurde seine Abkehr von den anderen Impressionisten immer deutlicher, die ihm den Vorwurf machten, aus egoistischen Motiven heraus die Gruppe nicht mehr zu unterstützen. Monet bemühte sich, wieder im Salon de Paris auszustellen und eines seiner Bilder wurde nun auch von der Jury akzeptiert.

### Giverny

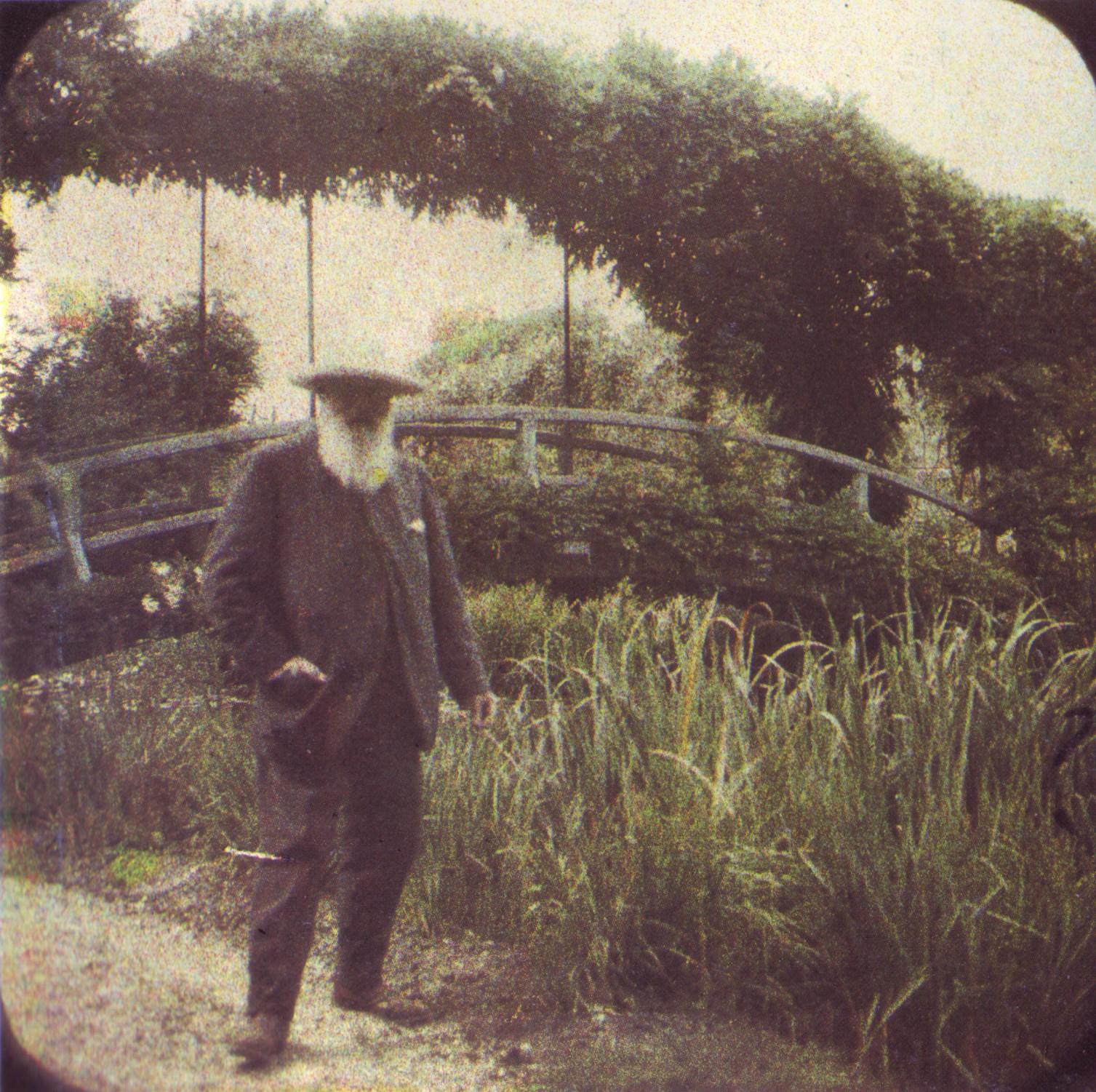
Monet in seinem Garten. Im Hintergrund ist die japanische Brücke zu sehen.

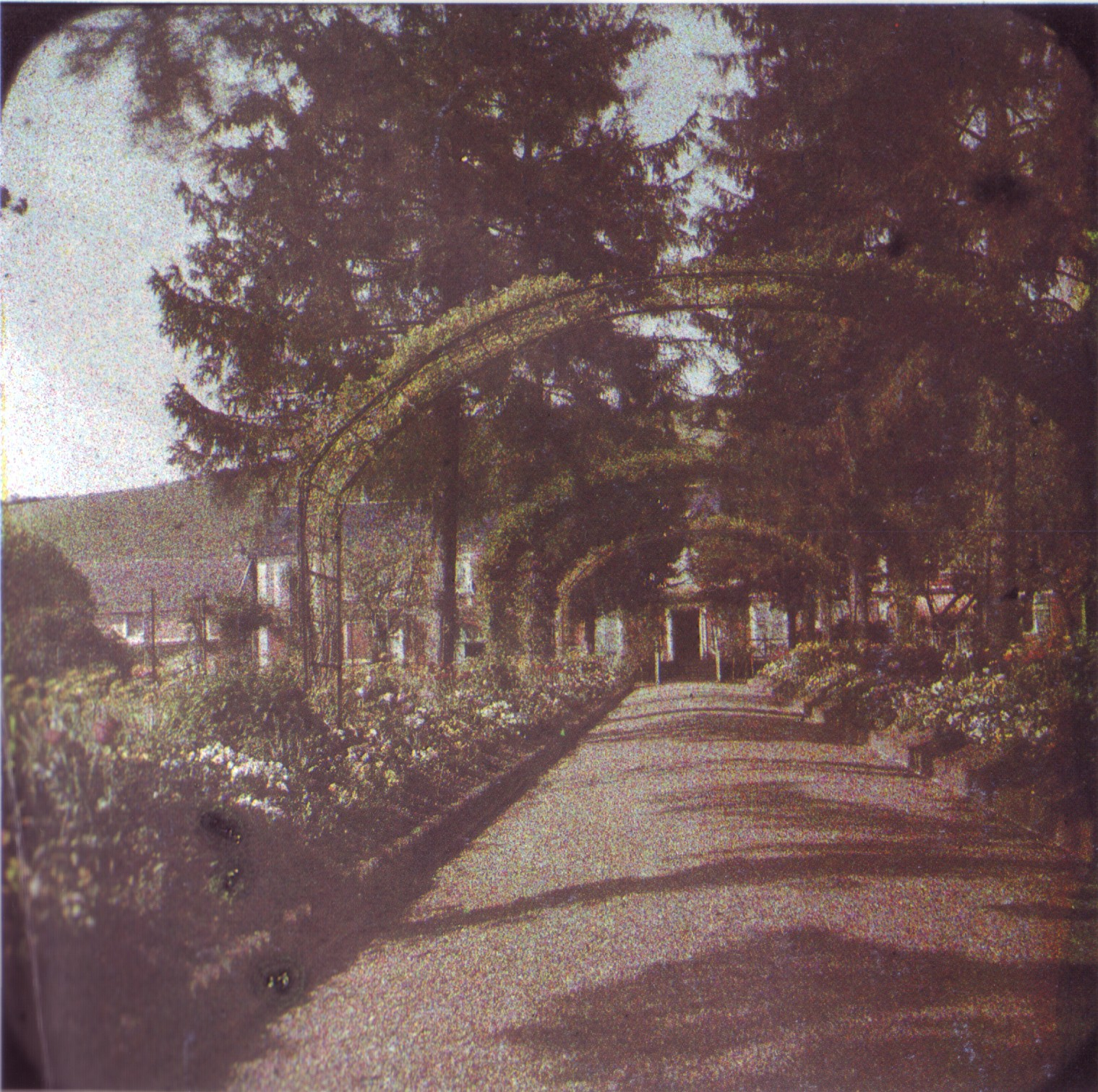
Gartenweg zum Haus

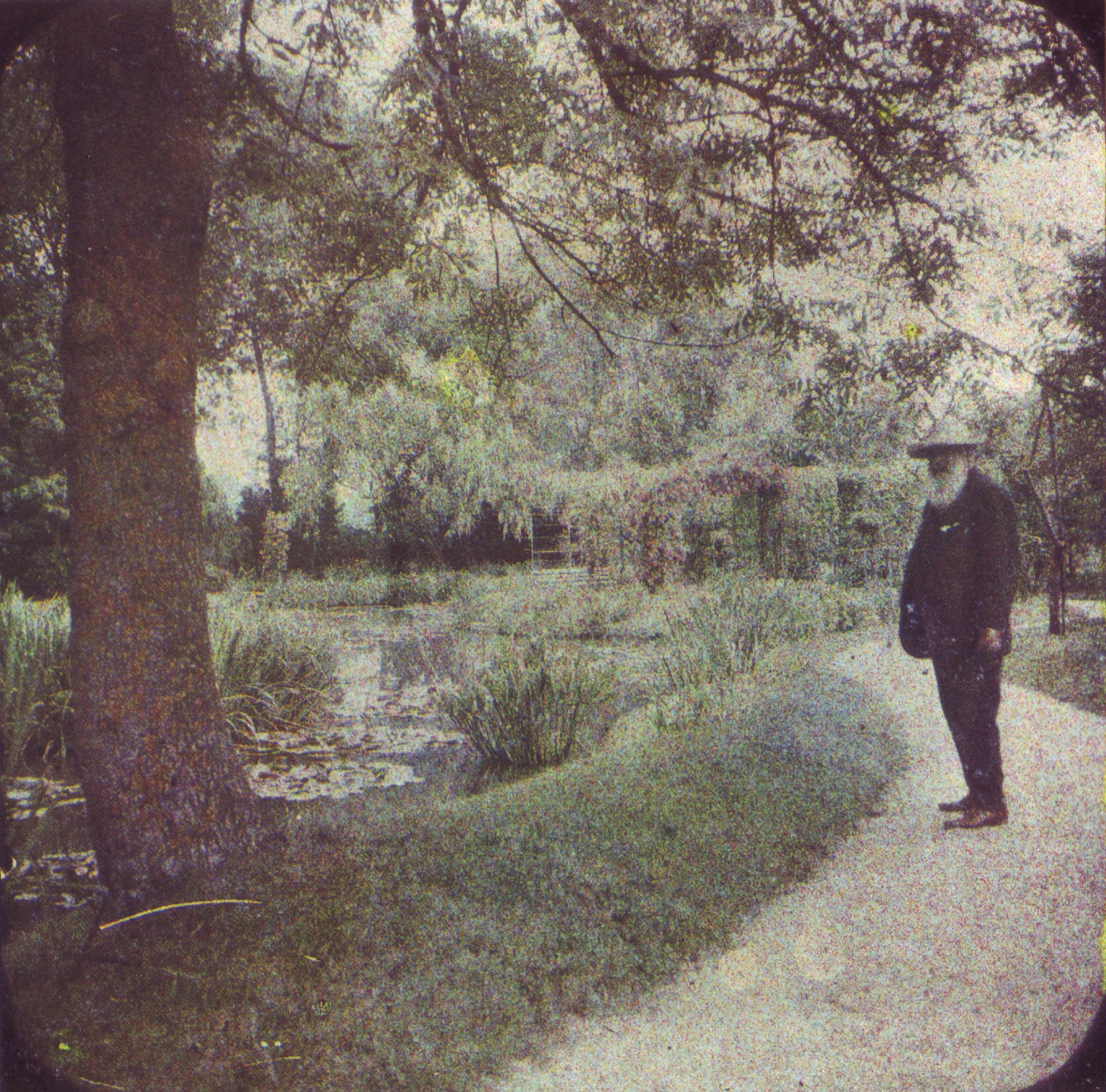
Monet am Seerosenteich

Im Jahr 1883 richtete Durand-Ruel eine Einzelausstellung mit Bildern Monets aus. Diese Ausstellung stieß auf positive Kritik, es kam jedoch nicht zu größeren Verkäufen. Trotzdem verbesserte sich die wirtschaftliche Situation Monets, nachdem sich zu Beginn der 1880er Jahre der Markt für Werke der Impressionisten wieder belebt hatte. Claude Monet mietete das Haus in Giverny, in dessen Umgebung er in den Folgejahren seinen berühmten Garten anlegte, und zog dort mit seinen beiden Söhnen, sowie Alice Hoschedé und deren Kindern ein.
Im Dezember 1883 reiste er gemeinsam mit Renoir an die französische Mittelmeerküste, von Januar bis April 1884 malte Monet an der Riviera. Zwei Jahre später folgte eine weitere Reise nach Holland. Im Herbst 1886 malte Monet in der Bretagne und lernte dort seinen späteren Biografen Gustave Geffroy kennen. Von Januar bis April 1888 malte Monet an der Côte d’Azur und reiste im Sommer des Jahres erneut nach London. Nach seiner Rückkehr nach Frankreich lehnte er das Kreuz der Ehrenlegion ab. Im folgenden Jahr sammelte Claude Monet Geld, um der Witwe seines Freundes Manet das Gemälde Olympia abzukaufen und dem Louvre zu schenken.
1890 erwarb Monet das Haus in Giverny, welches er schon seit sieben Jahren bewohnt hatte, nachdem er sich seit Mitte der 1880er Jahre durch regelmäßige Verkäufe in einer besseren finanziellen Situation befand. Durch weitere Zukäufe von Land erweiterte Claude Monet sein Grundstück immer weiter und investierte viel Geld in die Anlage seines Gartens. Dabei stieß er jedoch auf das Misstrauen der ansässigen Bauern, die durch die exotischen Pflanzen wie beispielsweise Tuberosen aus Mexiko Gefahren für ihr Land und Vieh befürchteten. Ende der 1880er Jahre fand sich eine kleine Gruppe amerikanischer Maler in Giverny ein, um von Claude Monet zu lernen. Unter ihnen war Theodore Robinson, der als einer der ersten amerikanischen Künstler den Impressionismus in seiner Kunst aufgriff. Zu den sogenannten „Givernisten“ pflegte Monet keinen engen Kontakt, da er nie die Rolle als Lehrer übernehmen wollte.
Monet nahm auch zur Dreyfus-Affäre Stellung. Am 15. Januar 1898 veröffentlichte Le Temps eine Petition, die auch Monet unterschrieben hatte, in der die Revision des Fehlurteils gegen Alfred Dreyfus gefordert wurde. Getragen war diese Petition von Émile Zola und vielen bekannten Persönlichkeiten aus verschiedenen Bereichen.
1891 starb Ernest Hoschedé. Claude Monet und dessen Witwe legitimierten im Juli 1892 ihre Beziehung durch Heirat. Im selben Jahr heiratete Monets Stieftochter Suzanne den Maler Theodore Butler, der zu den Givernisten gehörte. Monet reiste 1895 nach Norwegen und besuchte dort auch seinen Stiefsohn.
In Giverny baute Claude Monet 1897 ein zweites Atelier, da er mehr Platz für seine Arbeiten benötigte. Auf der Biennale di Venezia wurden 20 Werke Monets ausgestellt. Im Sommer desselben Jahres heiratete Monets Sohn Jean seine Stiefschwester, Blanche Hoschedé.
1899 und 1900 unternahm Claude Monet mehrere Reisen nach London. Zusammen mit Alice reiste Monet 1904 mit dem Auto nach Madrid, wo er die spanischen Meister wie Velázquez und El Greco studierte. In Giverny arbeitete er währenddessen vor allem an den Seerosenbildern, war dabei jedoch nicht zufrieden. Deshalb verschob er 1906 mehrfach eine bei Durand-Ruel geplante Ausstellung.

### Letzte Lebensjahre und Tod
Im Jahre 1908 zeigten sich erste Anzeichen von Monets Augenerkrankung. Von Oktober bis Dezember des Jahres brach er zusammen mit seiner Frau zu seiner letzten Reise nach Venedig auf. Dort malte er nicht nur, sondern studierte in Kirchen und Museen Werke von Künstlern wie Tizian und Paolo Veronese. Am 19. Mai 1911 verstarb auch Monets zweite Ehefrau Alice. Im folgenden Jahr verschlechterte sich sein Sehvermögen weiter, es wurde ein doppelseitiger grauer Star diagnostiziert. 1912 wurden 29 der 37 Bilder Monets von Venedig mit großem Erfolg in der Galerie Bernheim-Jeune ausgestellt.
Georges Clemenceau und weitere Freunde Monets schlugen diesem 1914 vor, Bilder der Seerosen-Serie dem französischen Staat zu schenken. Aber Monet, der schon früher Ehrenbekundungen des Staates ablehnte, ließ sich nicht zur Schenkung bewegen. Nach dem Tod seines Sohnes Jean Monet übernahm dessen Witwe die Führung des Haushaltes in Giverny. Dort ließ Monet 1915 ein drittes, größeres Atelier errichten, in dem er die Seerosendekorationen malte. Zum Ende des Ersten Weltkrieges mit dem Waffenstillstand am 11. November 1918 schenkte Monet dem französischen Staat acht seiner Seerosenbilder. 1921 überlegte er, vom nachlassenden Augenlicht deprimiert, die Schenkung zurückzuziehen. Im selben Jahr fand bei Durand-Ruel eine große Retrospektive mit Werken Monets statt. Erst 1922, auf Drängen seines Freundes Clemenceau hin, unterzeichnete Claude Monet einen notariell beglaubigten Vertrag über die Schenkung, die damit rechtsgültig wurde und womit die Bilder tatsächlich in das Eigentum des Staates übergingen.

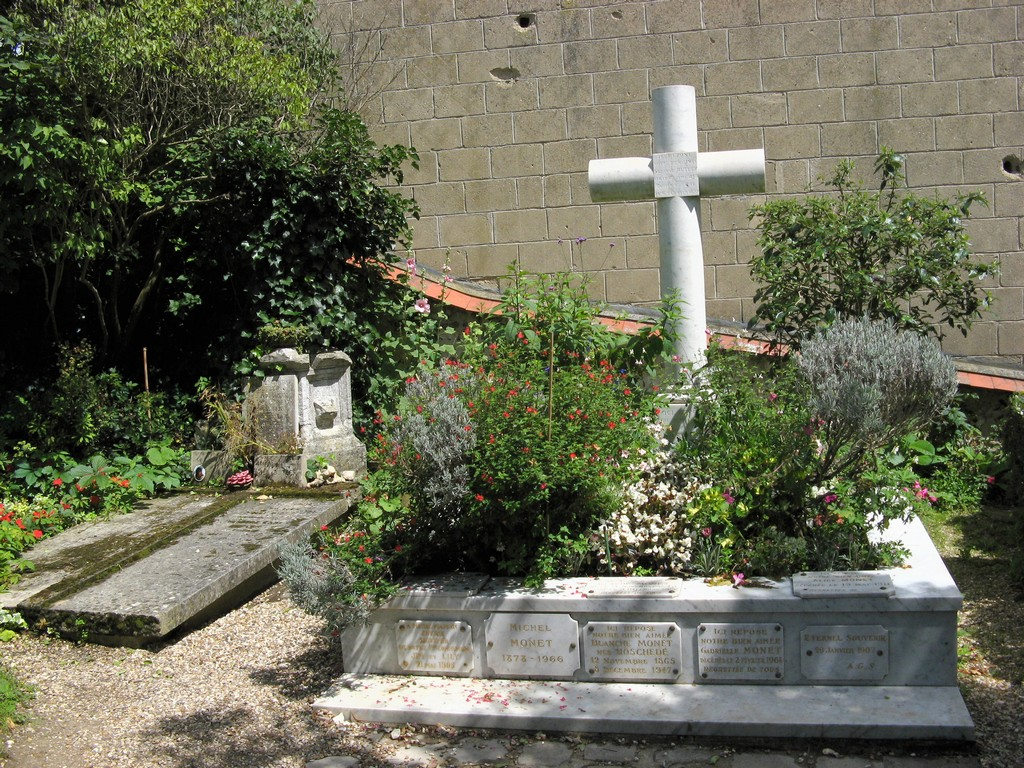
Grabstätte der Familie Monet in Giverny

Durch zwei Operationen erlangte Monet 1923 sein Augenlicht wieder. Er begann wieder an seinen großen Seerosendekorationen zu malen, wurde jedoch von Depressionen behindert. Viele seiner Bilder der letzten Jahre zerstörte Monet selbst, weil er nicht wollte, dass nach seinem Tod nicht fertiggestellte Werke, sowie Skizzen und Versuche in den Kunsthandel gelangten, wie es nach dem Tod Manets der Fall gewesen war. Am 5. Dezember 1926 starb Claude Monet in Giverny.

## Werk

### Das Frühwerk

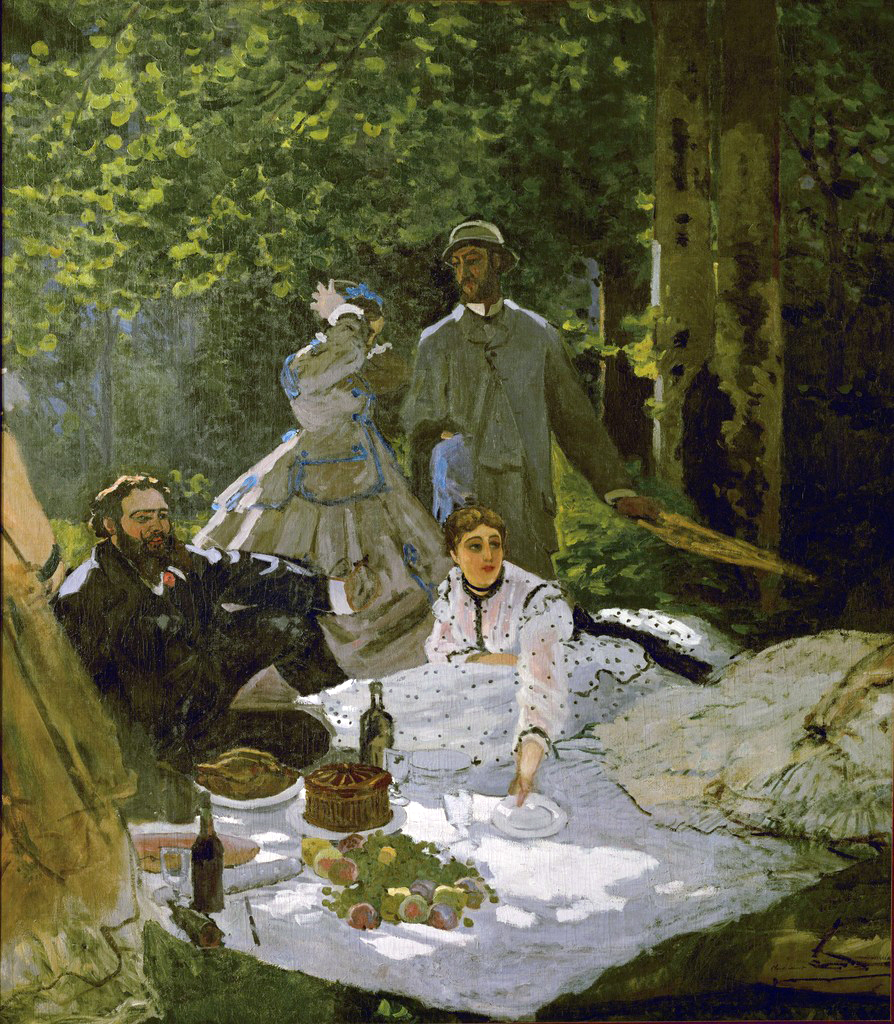
Das Frühstück im Grünen, mittleres Fragment, 1865/1866, Musée d’Orsay in Paris

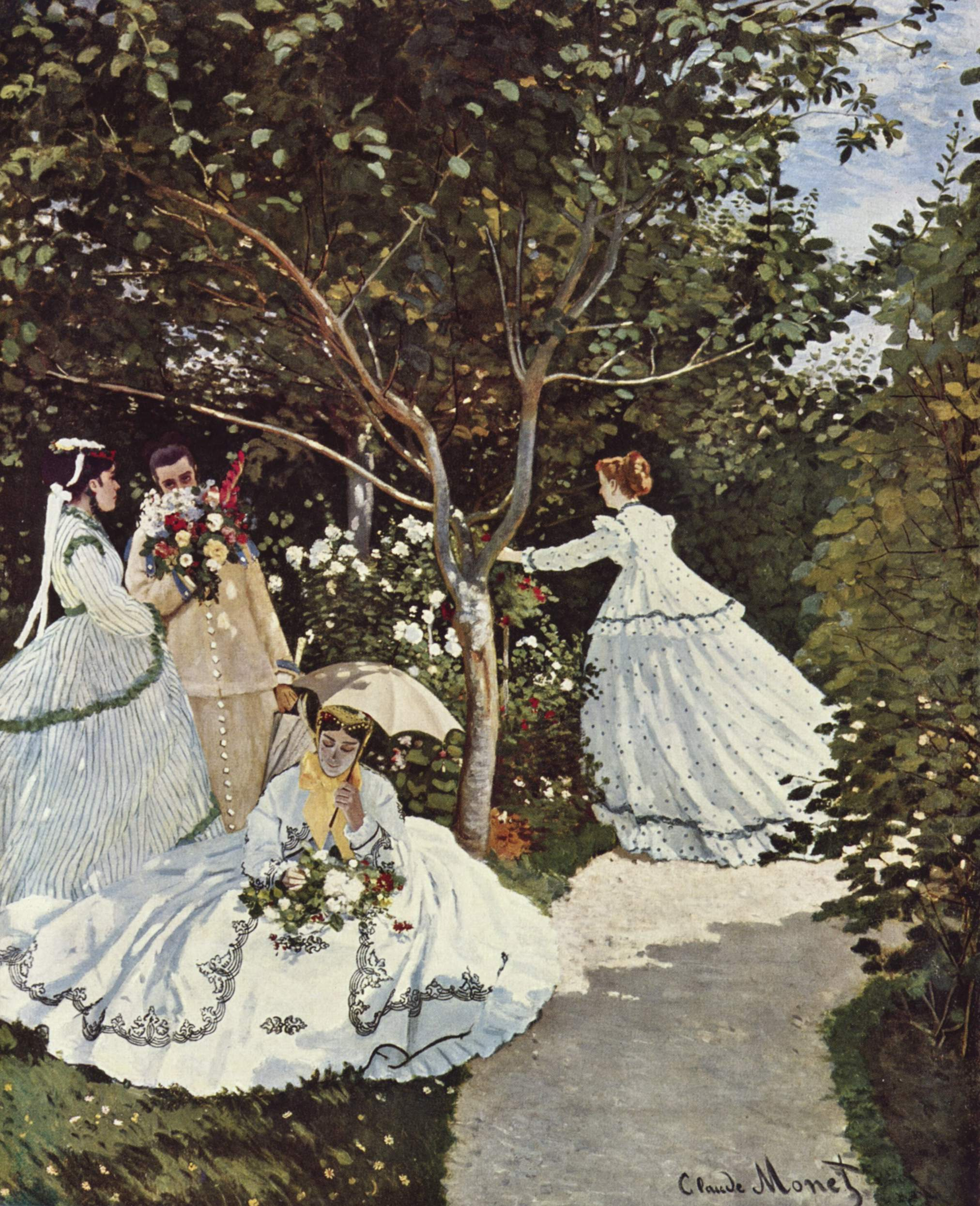
Frauen im Garten, 1866, Musée d’Orsay in Paris

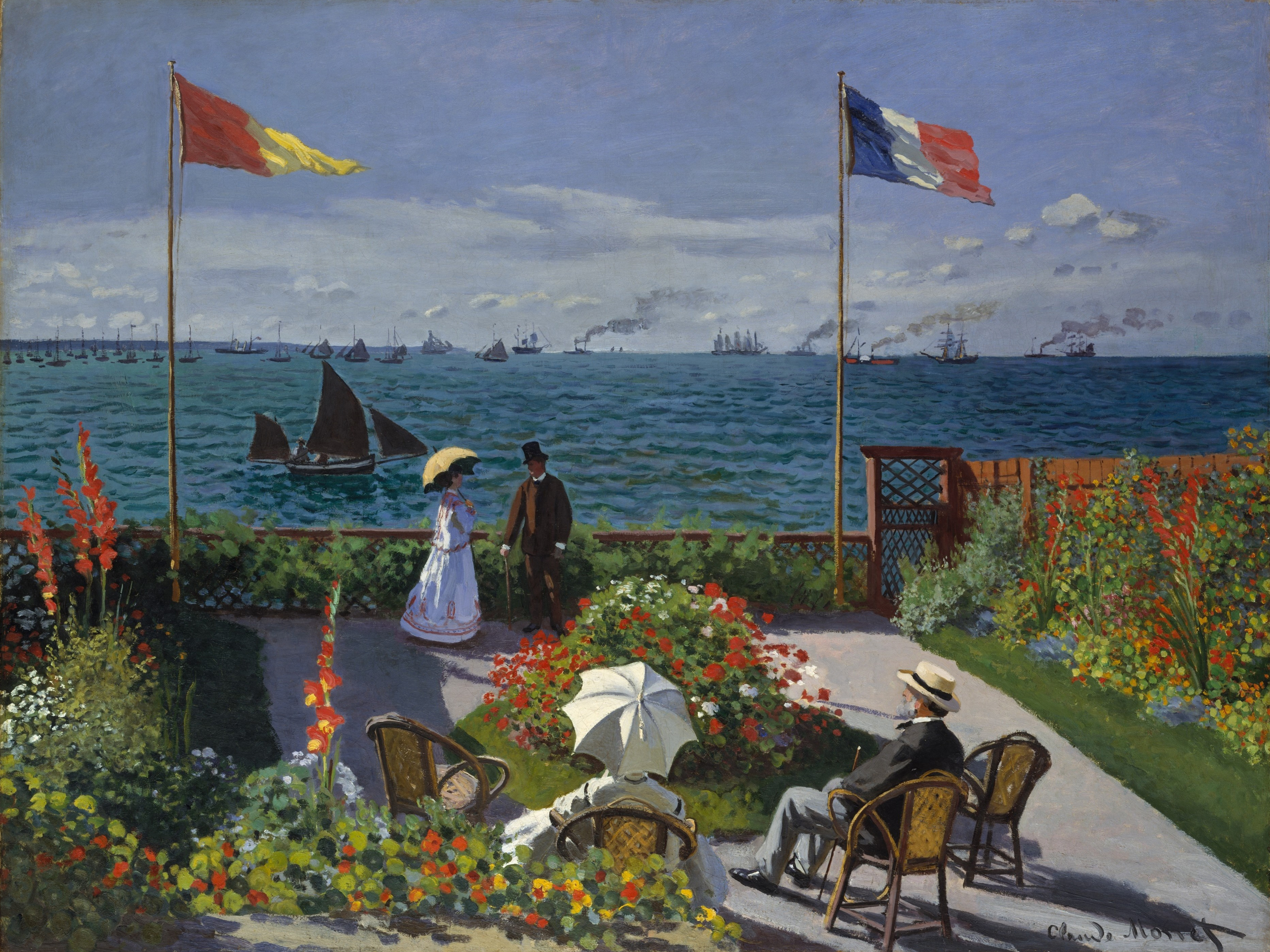
Die Terrasse von Sainte-Adresse, 1867, Metropolitan Museum of Art in New York

Das Bild Das Frühstück im Grünen malte Monet 1865 und 1866, um es beim Salon de Paris einzureichen. Das Bild hatte ursprünglich eine Gesamtgröße von 4,20 m × 6,50 m. Monet überließ es wegen seiner Schulden seinem Hauswirt als Pfand und löste es nach einigen Jahren wieder aus. Es wies jedoch große Feuchtigkeitsschäden auf und war teilweise verschimmelt. Er restaurierte das Bild, konnte jedoch nur zwei Partien wiederherstellen. Als Vorbild für dieses Werk diente Claude Monet das Frühstück im Grünen Manets aus dem Jahr 1863. Das Bild Manets zeigte eine nackte Frau zwischen zwei städtisch gekleideten Männern beim Picknick auf einer Waldlichtung und löste mit der nicht mythisch verknüpften Nacktheit einen Skandal aus. Claude Monet war von diesem Werk Manets begeistert und orientierte sich an diesem. Im Gegensatz zu Manets Bild sollte sein Frühstück im Grünen nicht allein im Atelier, sondern an der freien Luft entstehen. Ein weiterer Unterschied war der Verzicht auf Provokation, Monet wollte sich dem Geschmack der Menge anpassen, weil er noch die Anerkennung im Salon de Paris suchte. Für die Figuren des Bildes saßen und standen eventuell Monets Geliebte Camille und sein Freund Bazille im Wald von Fontainebleau Modell, was er in einer Vorstudie festhielt. Diese übertrug er im Atelier in Paris etwa ab Oktober 1865 in das Großformat, musste aber kurz vor Beginn des Salon de Paris erkennen, dass das Bild nicht rechtzeitig fertig würde. Das Bild Claude Monets zeigte in seiner ursprünglichen Form zwölf in der damaligen Pariser Mode gekleidete Personen bei einem Picknick in einem Birkenwald. Das Hauptaugenmerk liegt auf den dargestellten Figuren, deren Verhalten Monet individuell wiedergab. Sie gruppieren sich um die weiße Picknickdecke, auf der die Speisen präsentiert werden. Claude Monet erschuf in dem Bild einen intimen Naturraum, in dem sich die Personen fernab der städtischen Konventionen aufhalten. Diese Stimmung wird vor allem von dem Spiel von Licht und Schatten im Bild erzeugt.
1866 malte Claude Monet mit den Frauen im Garten ein weiteres Figurenbild, das mehrere Personen zeigt. Im Gegensatz zum Frühstück im Grünen verzichtete Monet bei diesem Bild auf Vorstudien und deren Übertragung im Atelier. So begann er das 2,55 m × 2,05 m große Bild direkt im Freien, musste es jedoch im Atelier in Honfleur beenden, weil er vor seinen Gläubigern geflohen war. Um die oberen Partien des Bildes malen zu können, entwickelte Monet eine Vorrichtung, mit der er das Bild in einen ausgehobenen Graben absenken konnte. Die verwendeten Farben sind insgesamt heller als bei Monets früheren Werken, da er sie meist mit Weiß anmischte. Dazu kommt, dass an Stelle von modellierten Übergängen zunehmend eine rhythmische Aufteilung in kurze oder breite Pinselstriche, sowie Tupfen, tritt. Für die Frauen im Bild, bis auf die Frau am rechten Bildrand, stand und saß Camille erneut Modell. Die Position der Frauen bildete eine Dreiecks-Komposition, die leicht nach links verschoben ist. In diesem Bild wirken die Figuren jedoch nicht in die Natur eingebunden. Aus dem Bild heraus wird kein Anlass für die Zusammenkunft der Frauen, welche Blumen pflücken, ersichtlich und Monet stellt nicht deren Charakter dar. Das Bild fasziniert vor allem wegen der Licht-Schatten-Kontraste, vor allem dem über das Kleid der sitzenden Frau verlaufenden, welche es lebendig machen. Ebenfalls erzeugt das durch den Sonnenschirm gefilterte Licht in Kombination mit dem vom Kleid reflektierten Licht einen rosigen Glanz auf dem Gesicht der Frau.
Das im Jahr 1867 entstandene Gemälde Die Terrasse von Sainte-Adresse ist 98 × 130 Zentimeter groß und deutet den Wandel von Monets Malstil an. Es zeigt eine Terrasse direkt am Ufer des Meeres, von der aus die Figuren eine Regatta beobachten können. Der sitzende Mann im Vordergrund ist dabei der Vater Claude Monets. Das Bild wirkt schematisch, weil Monets Pinselführung nicht dieselbe Leichtigkeit besitzt wie bei seinen Pariser Werken oder denen, die später entstanden. Es geht jedoch in der Darstellung des Lichtes über seine bisherigen Werke hinaus, weil er die Schatten zum ersten Mal farbig malte. Außerdem wurden die Blumen im Garten von Monet mit strahlenderen Farben gemalt, als dies im Realismus die Regel war. Er verwendete reines Rot, das durch weißes Licht und den Kontrast mit der Komplementärfarbe Grün besonders strahlend wirkte. Dabei bildet Claude Monet jedoch nicht ihre natürliche Form ab, sondern stellte ihre Blüten allein mit Farbtupfern dar. Dieses Bild ist nicht mehr klar einer Stilperiode Monets zuzuordnen, jedoch steht es dem realistischen Frühwerk aufgrund der schematischen Wirkung noch näher als den impressionistischen Werken. Daneben fand Monet mit diesem und dem im selben Jahr entstandenen Bild Blühender Garten in Sainte-Adresse zum Thema des Gartens, welches er in der Folge immer wieder aufgriff.

### Hinwendung zum Impressionismus

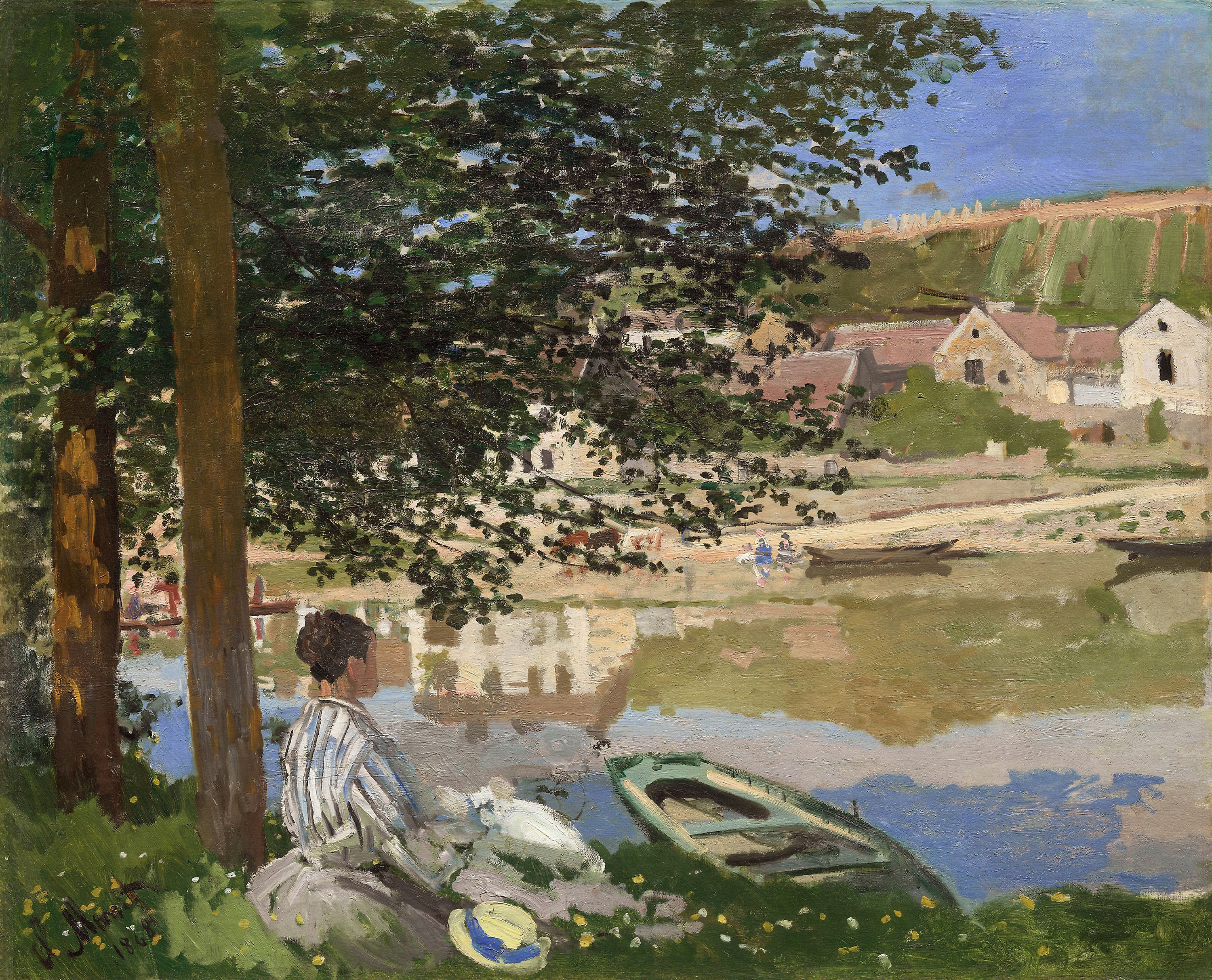
Der Fluss/Am Ufer der Seine bei Bennecourt, 1868, Art Institute of Chicago

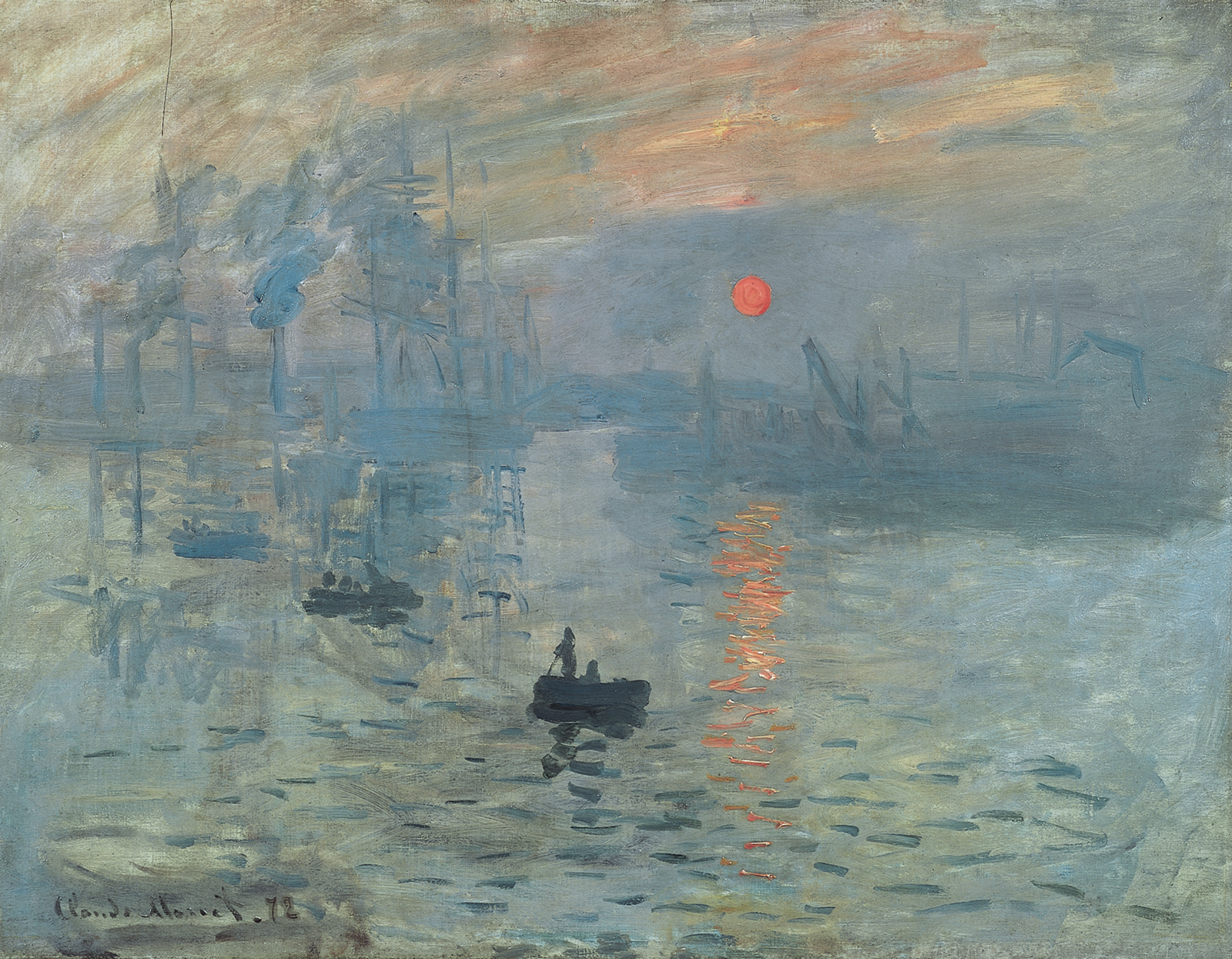
Impression, Sonnenaufgang, 1872, Musée Marmottan in Paris

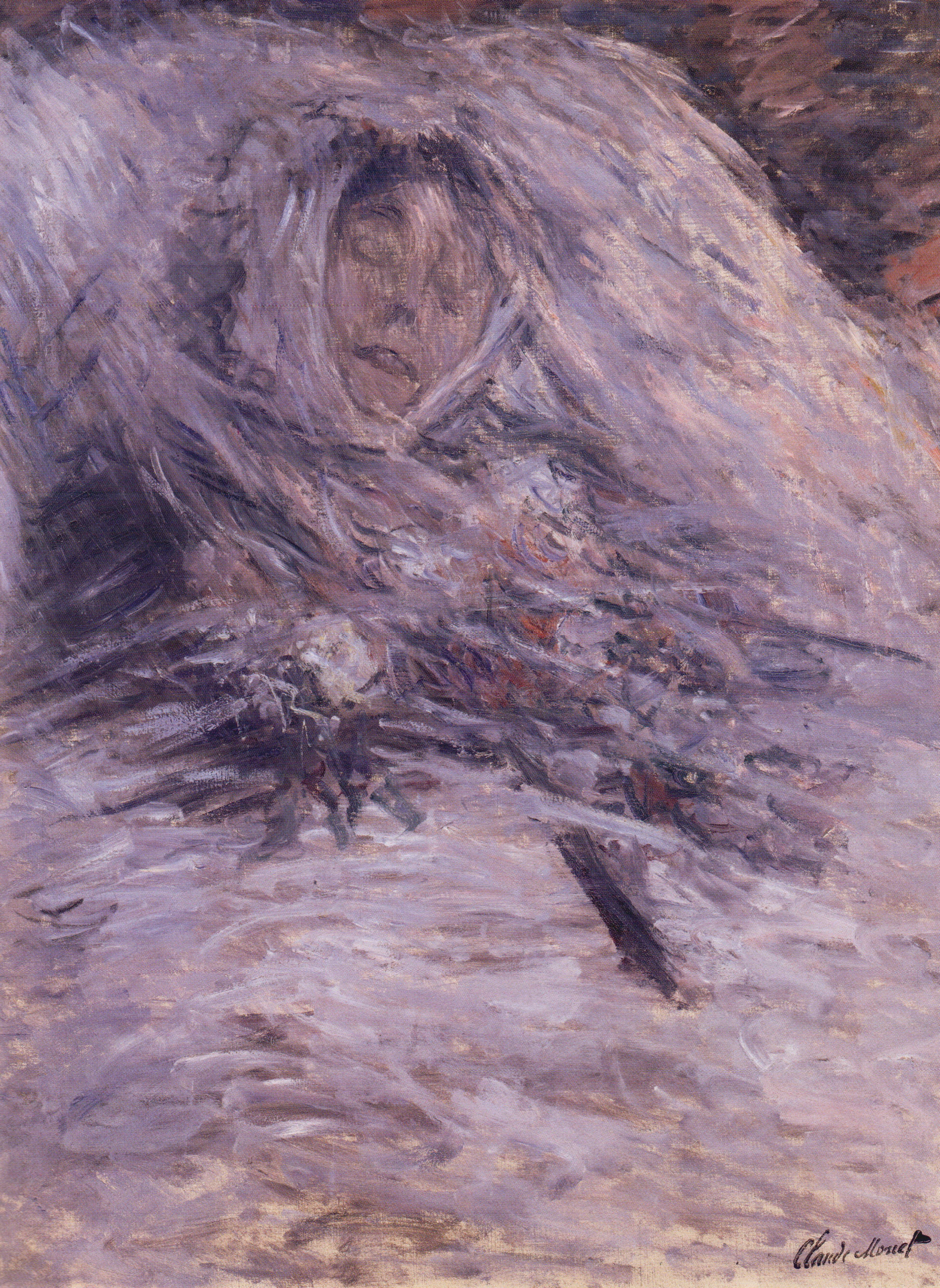
Camille Monet auf dem Totenbett, 1879, Musée d’Orsay in Paris

Die sichtbare Wirklichkeit verliert in den Bildern der Impressionisten ihre Körperlichkeit und materielle Qualität und wird zur bloßen Erscheinung ‚Impression‘. Nicht mehr das Wahrgenommene selber, sondern der Wahrnehmungsprozess kommt zu Darstellung. Dabei werden mehrere Gestaltungsprinzipien verwandt:
- Die Verwendung reiner Spektralfarben
- Die Nutzung des Komplementärkontrastes
- Der deckende statt lasierende Farbauftrag in kurzen Pinselstrichen, die jeweils eine farbliche Einheit bilden (Kommatechnik)[18]

Durch den Einsatz kühler und warmer Farben sowohl im Bildvorder- als auch Hintergrund wird die naturalistische Luft- und Farbperspektive (vorne dunkel und scharf, und hinten hell und unscharf, sowie warme Töne im Vordergrund und kühle im Hintergrund) aufgegeben, wie zum Beispiel in dem Gemälde Frau mit Sonnenschirm, 1886. Die reinste und vollendetste Gestalt findet diese Maltechnik im Spätwerk Monets ab 1890.
Das Bild Der Fluss/Am Ufer der Seine bei Bennecourt, das Claude Monet im Jahre 1868 malte, gilt als eines seiner frühesten impressionistischen Werke. Im Vordergrund sitzt eine Frau am Ufer der Seine, an dem ein Boot liegt, unter Bäumen. Am gegenüberliegenden Ufer befindet sich eine Ortschaft, die sich zusammen mit der umliegenden Landschaft im Flusswasser spiegelt. Das Bild ist mit leichtem Pinselstrich gemalt, was beispielsweise an den gelben Punkten im Grün im Vordergrund ersichtlich ist. Die Bildkomposition ist diagonal. Die linke, obere Hälfte des Bildes wird von den Bäumen und ihrem Blattwerk dominiert, die einen Sichtschutz für den Hintergrund bilden. Die rechte, untere bietet den Blick in die Ferne. Der Bildvordergrund liegt im Schatten, während das andere Ufer im Sonnenlicht liegt. Die Spiegelung auf der Wasserfläche verwischt in der Zweidimensionalität die räumlichen Bezüge im Bild. Daneben erhält das Bild durch die Farbflächen, die sich trotz unterschiedlicher dargestellter Gegenstände kaum unterscheiden, einen besonderen Rhythmus. Somit ist das Wasser für Monet ein Mittel zur Abstraktion und ein Schritt in Richtung der abstrakten Malerei.
Eines der wichtigsten Bilder des Impressionismus ist Monets Impression, Sonnenaufgang aus dem Jahr 1872, das dem Kunststil seinen Namen gab. Das Bild ist ein Seestück und zeigt den Hafen von Le Havre am Morgen. Im Hintergrund liegen Schiffe vor Anker, die im Nebel verschwinden. Im Vordergrund des Bildes sind drei kleinere Boote schemenhaft zu erkennen. Auf dem Wasser spiegelt sich das Licht der aufgehenden Sonne. Claude Monet malte den Großteil des Bildes mit leichtem Pinselstrich und Farben wie Blau und Violett, die Reflexion der Sonne auf dem Wasser malte er mit wenigen, kräftigen orangen Strichen. Als strukturierendes Element des Bildes dienen die Schiffe im Hintergrund, deren Masten und Umrisse trotz des Nebels lineare Strukturen schaffen. Das Bild ist flächig gemalt, so dass der Eindruck der räumlichen Distanz erst aufgrund der diagonal angeordneten kleinen Boote deutlich wird. Aufgrund der Skizzenhaftigkeit geriet das Werk stark in die Kritik. Beispielsweise schrieb der Kunstkritiker Louis Leroy: „Eine Tapete im Urzustand ist ausgearbeiteter als dieses Seestück.“ Außerdem bezeichnete Leroy in Anlehnung an dieses Bild die erste Gruppenausstellung der „Sociéte Anonyme Coopérative d’Artistes-Peintres, -Sculpteurs, -Graveurs, etc.“ als „Ausstellung der Impressionisten“, was der gesamten Stilrichtung den Namen gab.
1879 malte Claude Monet das Bild Camille Monet auf dem Totenbett, nachdem seine Frau an den Folgen einer missglückten Abtreibung gestorben war. Das Bild zeigt die gerade verstorbene Camille mit einem auf ihre Brust gelegten Blumenstrauß, wobei vor allem ihr fahles Gesicht zu erkennen ist. Die Gesichtszüge sind nur noch schemenhaft zu erkennen. Das Gesicht ist vom Raum losgelöst und scheint in den Kissen des Bettes zu versinken. Von der Seite her fällt das erste Sonnenlicht des Morgens auf das Bett. Trotzdem bleibt das Bild aufgrund der gewählten Farben in der Wirkung kühl. Der Pinselstrich Monets ist ungeordnet, kraftvoll, aber auch zart, vor allem in der Gesichtspartie, was ein Zeichen der Gemütsverfassung Monets zu diesem Zeitpunkt ist. Ein Impuls, dieses Bild zu malen, waren für Monet die variierenden Schattierungen und Tönung auf dem Gesicht der Toten. Vor allem die Abfolge der violetten Töne während der Totenstarre übte auf Monet eine besondere Faszination aus. Im Kontrast zwischen dem Licht des Morgens und der Kühle des Todes liegt die Stimmung des Momentes, die Monet im Bild festhielt.

### Monet und die Moderne

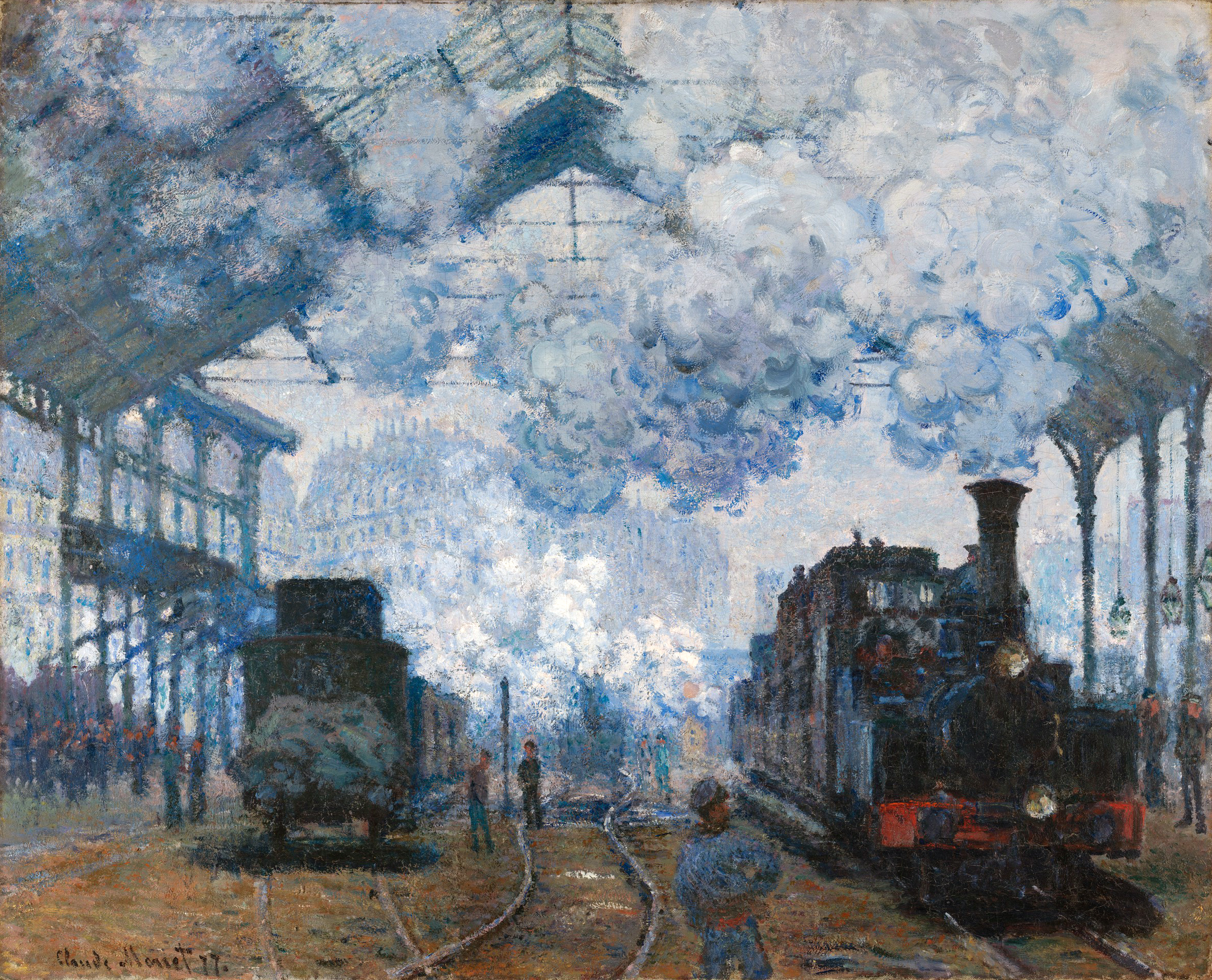
Bahnhof Saint Lazare in Paris, Ankunft eines Zuges, 1877, Fogg Art Museum in Cambridge (Massachusetts)

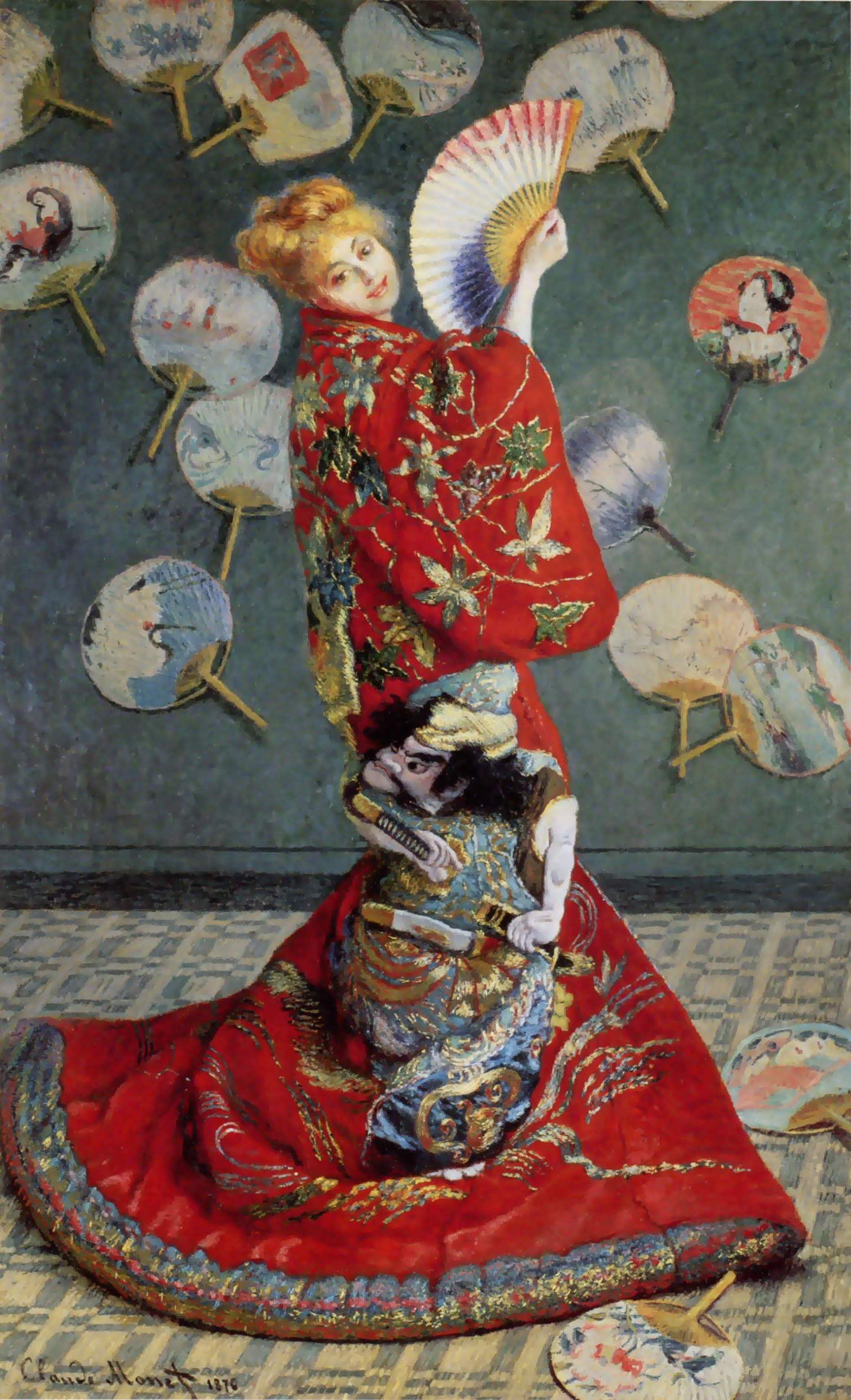
La Japonaise (Camille im japanischen Kostüm), 1875, Museum of Fine Arts in Boston

Claude Monet behandelte in seinen frühen Werken mehrmals die Moderne. So malte er mehrere Bilder mit Bezug zur Eisenbahn, in denen die Faszination der modernen Technik deutlich wurde. In der Eisenbahn fand Monet industrielle Entwicklung, Fortschritt und Schnelligkeit symbolisch vereint. Dies wird schon in dem Bild Die Eisenbahnbrücke von Argenteuil aus dem Jahr 1873 gezeigt, welche ein Monument der neuen Zeit darstellte. Besonders gut zu erkennen ist diese Symbolik der Eisenbahn in den Bildern vom Bahnhof Saint-Lazare, die Monet 1877 malte. Laut Pierre-Auguste Renoir erhielt Monet die Erlaubnis, im Bahnhof zu malen, vom Direktor der Eisenbahnlinie West, nachdem er fein gekleidet erklärte, er sei Maler und habe sich nach langem Überlegen dazu entschieden, dessen Bahnhof als Motiv zu wählen. Er hinterließ einen solchen Eindruck, dass für ihn Züge angehalten, mit besonders viel Kohle befeuert, um genug Dampf zu erzeugen, und Bahnsteige gesperrt wurden. Monet malte mehrere Studien aus verschiedenen Ecken des Bahnhofes. Die Komposition der Bilder ist stark von den linearen Strukturen des Ingenieurbaus geprägt. Das einfallende Sonnenlicht in Kombination mit dem Rauch und Dampf der Eisenbahnen machten diese Strukturen besonders wirksam. In der dadurch hervorgerufenen Stimmung erscheint der Bahnhof als „Kathedrale des technischen Zeitalters“.
Bereits 1875 griff Claude Monet den Japonismus auf. Japan hatte sich erst zur Mitte des 19. Jahrhunderts dem Westen geöffnet. Die japanische Kunst und Kultur wurden nun auch in Europa einer breiteren Masse bekannt. Der Japonismus wurde eine Modeerscheinung, vor allem in den westlichen Metropolen. Seit seiner Reise nach Holland 1871 sammelte Claude Monet japanische Holzschnitte, die ihm oft als Vorbilder für Bildkompositionen dienten. So weist zum Beispiel das Bild Die Kohleträger ein von der Bildmitte verschobenes Hauptmotiv und eine gitterartige Struktur des Motivs auf. Das Bildmotiv erstreckt sich in einer regelmäßigen Aneinanderreihung bis weit in den Bildhintergrund. Das Bild mit dem stärksten Japanbezug, das von Monet gemalt wurde, ist La Japonaise (Camille im japanischen Kostüm). Es zeigt Camille in einer japanischen Robe, die mit plastischen Stickereien verziert ist. Sie wendet ihr Gesicht dem Betrachter des Bildes zu und schaut ihm in die Augen. Dabei fächelt sie sich mit einem Fächer Luft zu. Dieser wird im Bildhintergrund erneut aufgegriffen, der zwölf Fächer unregelmäßig an einer Wand angeordnet zeigt. Das Bild ist zwar hell und farbenfroh, jedoch in seiner Geschlossenheit den damaligen Konventionen entsprechend. Der Raum lässt ohne Einrichtung die für Monet typische Atmosphäre vermissen. Daneben gibt es weitere Zugeständnisse an das Publikum mit den Farben der Tricolore, die im Fächer in Camilles Hand aufgegriffen werden. Auch die blonde Perücke Camilles ist ein Bruch mit dem japanischen Stil. Aufgrund der Anpassung des Bildes an den Geschmack des Publikums konnte es auf der zweiten Impressionistenausstellung für den relativ hohen Preis von 2000 Francs verkauft werden. Monet selbst lehnte dieses Bild später ab. Dazu sagte er: „[…] es war Schund, denn es war nichts weiter als eine Laune.“

### Die Getreideschober-, Pappeln- und Kathedralenserien
Schon früh begann Claude Monet damit, ein Motiv in verschiedenen Lichtsituationen und Stimmungen festzuhalten. So malte er beispielsweise eine Ansicht von Vétheuil zwei Mal vom selben Standpunkt aus, wobei es einmal nebelig und einmal sonnig war. Auf mehreren Reisen an die normannische Küste im Jahre 1882 malte Monet mehrere Bilder mit dem Titel Hütte des Zollwärters in Varengeville. Dabei wählte er verschiedene Blickwinkel und malte zu verschiedenen Tageszeiten. An den Bildern der Zollwärter-Hütte wird die Entwicklung Monets hin zur Serie deutlich. 1886 entstanden die beiden Varianten einer Frau mit Sonnenschirm, die Licht und Bewegung eines Augenblicks aus verschiedenen Richtungen festhielten und das Gesicht der dargestellten Person vernachlässigten. In den Serien der Getreideschober (1890), der Pappeln (1891) und die Kathedrale von Rouen (1892/94) untersuchte Monet das Licht und seine Wirkungen, der eigentliche Bildgegenstand tritt dabei weitestgehend in den Hintergrund.

Beispielbilder der Bilder-Serien
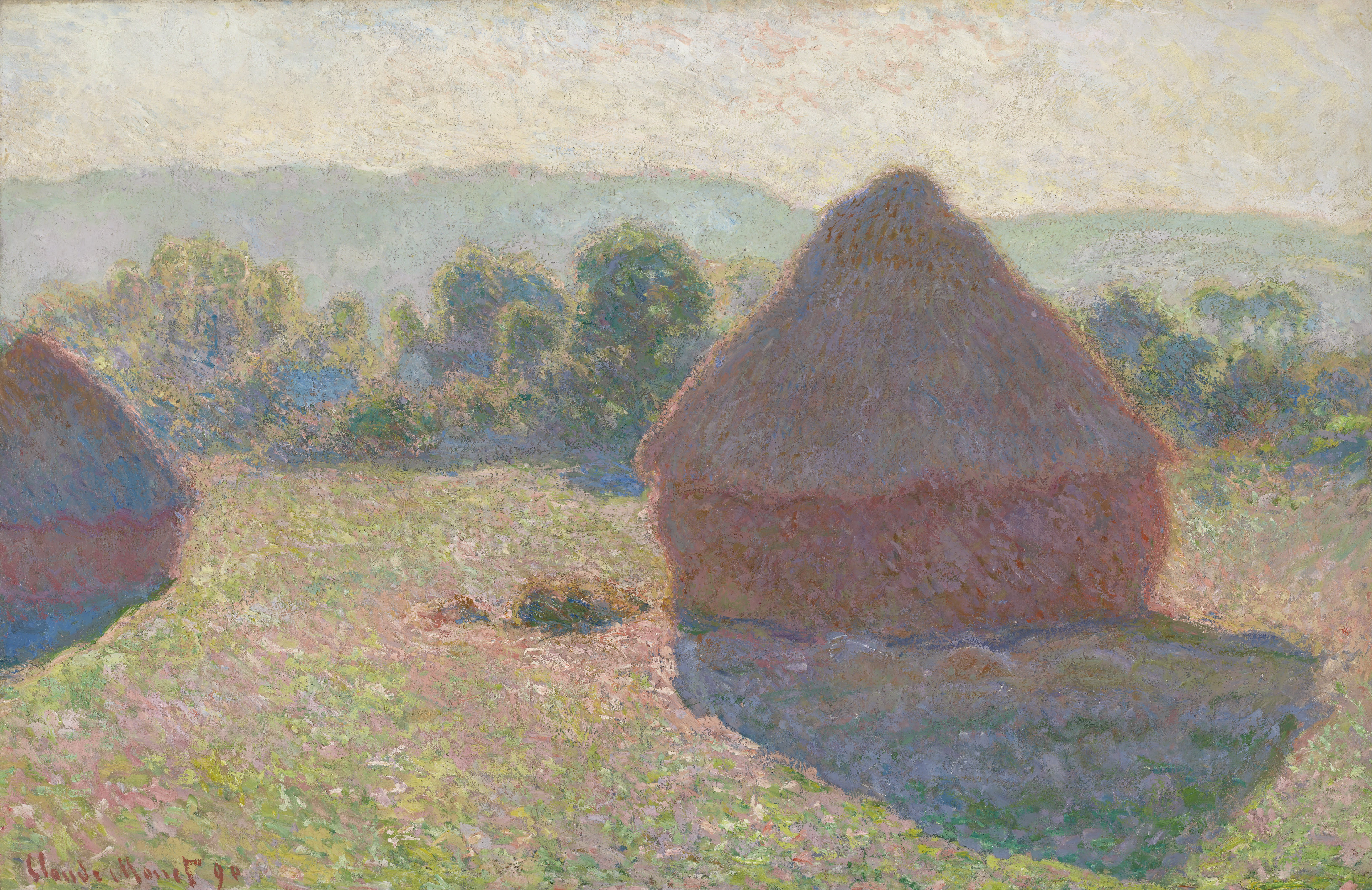
Getreideschober (1890/91)
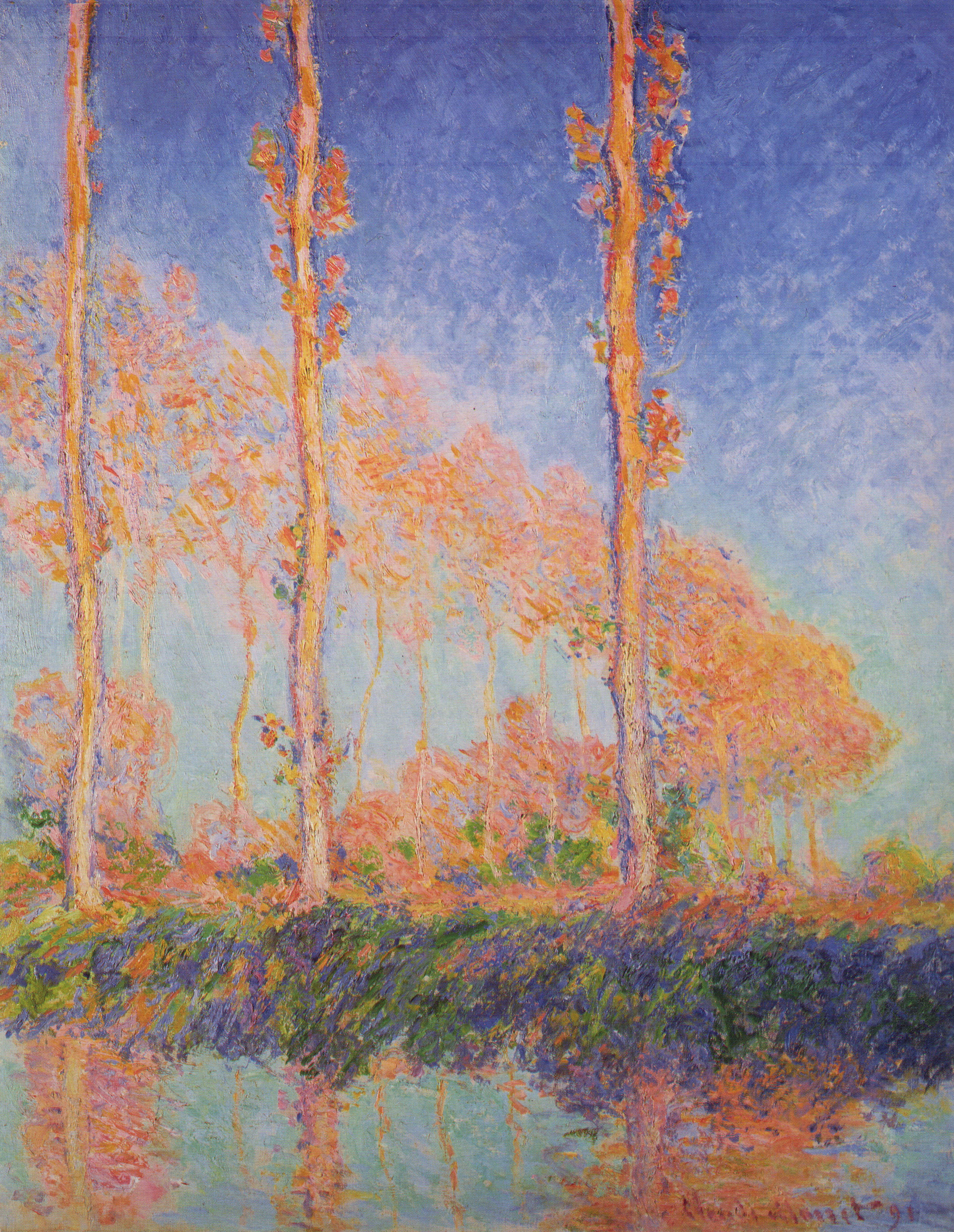
Pappeln an der Epte (1891)
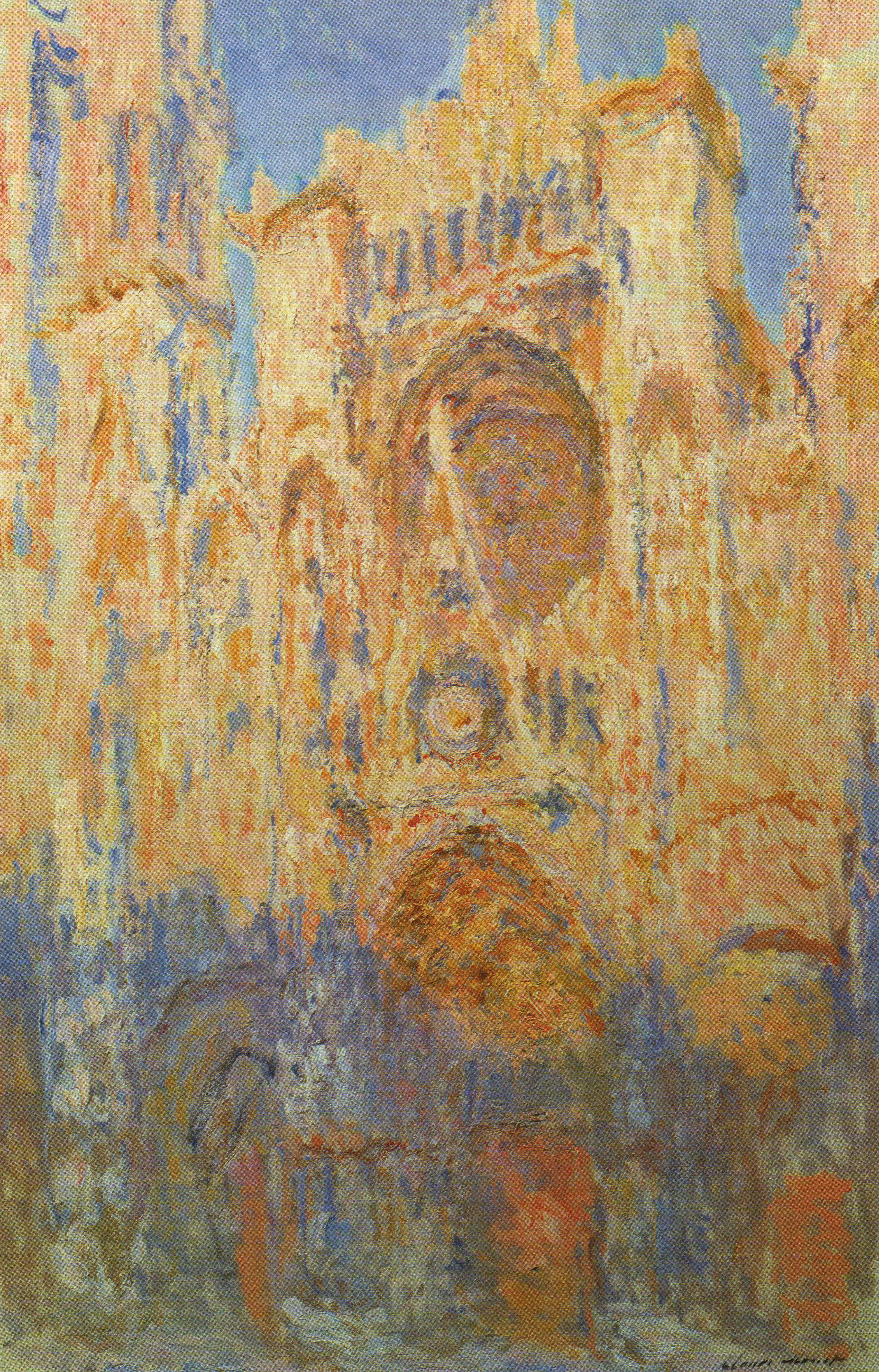
Kathedrale von Rouen (1891–94)

1890 begann Claude Monet die Serie von Bildern, welche mit Heu abgedeckte Getreideschober zum Motiv hat. Die Schober fielen ihm bei einem Spaziergang über benachbarte Felder auf und er begann sofort damit, sie zu malen. Er hielt viele verschiedene Lichtverhältnisse fest und bearbeitete die Bilder in seinem Atelier nach. Das Motiv der Getreideschober ist sehr einfach und wurde durch Monet nur leicht variiert, indem er den Abstand zum Objekt veränderte oder einen Weiteren hinzufügte. Trotzdem steht immer der kompakte Schober im Zentrum des Bildes, der jedoch aufgrund veränderter Licht- und Umgebungsbedingungen auf jedem Bild anders wirkt. So wirken die Getreideschober-Bilder, die Monet im Winter malte, mit den verwendeten blauen Farben im Gegensatz zum Bild, das einen Schober im Sonnenuntergang zeigt und von der Farbe Rot dominiert wird, recht kühl. Dabei blieb der Natureindruck der Ausgangspunkt des Bildes. Er wurde aber durch die Vorstellung Monets ergänzt und weiter herausgearbeitet.
Neben der Getreideschober-Serie malte Monet zur selben Zeit 23 Bilder, welche eine Pappelallee am rechten Ufer der Epte bei Limetz zeigen. Dieses Motiv war für Claude Monet mit seinem Atelier-Boot leicht zu erreichen. Kurz nachdem er dieses Motiv gefunden hatte, standen die Bäume zur Versteigerung. Er bat die Gemeinde um Aufschub, diese lehnte jedoch ab. Er erstattete dem Käufer, einem Holzhändler, die Differenz zwischen der Versteigerungssumme und seinen Preisvorstellungen und erreichte damit eine Verzögerung. Auch das Motiv der Pappeln zeigte er bei den unterschiedlichen Lichtverhältnissen verschiedener Tages- und Jahreszeiten. Im Gegensatz zu den Schober-Bildern verwendete Claude Monet für die Pappel-Serie eine andere Bildkomposition. Die Schober sind ein kompaktes Element, welches sich zentral im Bild befindet. Stattdessen strukturieren die Pappeln und ihre Spiegelungen im Wasser die Bilder in der Senkrechten und zeigen mit dem waagerechten Ufer Monets Willen zur linearen Komposition dieser Bilder. Beim Malen dieser Serie verwendete Monet oft die Komplementärfarbenpaare Blau-Violett und Gelb-Orange, die er in kleinen Tupfern auftrug. Insgesamt arbeitete Claude Monet immer mehr mit Farbharmonien, die er fein abstimmte. 1892 präsentierte Durand-Ruel 15 der Arbeiten. Es war das erste Mal, dass eine Bilderserie ohne weitere Werke ausgestellt wurde. Wie schon die Getreideschober-Bilder stießen die Bilder der Pappelallee auf positive Kritik.
Mit seiner Bilderserie Kathedrale von Rouen, die zwischen 1892 und 1894 entstand, gelang Claude Monet der endgültige Durchbruch. Im Vorfrühling der Jahre 1892 und 1893 malte Monet von fünf nur geringfügig unterschiedlichen Positionen aus die Westfassade der Kathedrale. Dabei nimmt die Fassade auf 30 Gemälden annähernd die gesamte Leinwand ein, während drei Bilder kleinere Ausschnitte zeigen. Die extreme Nähe zum Motiv und der begrenzte Bildausschnitt waren eine Neuerung zur Zeit Monets. Es fehlt die Distanz zwischen Maler und Objekt. Monet bildete jedoch nicht die Architektur an sich ab, sondern ihre Wirkung in verschiedenen Lichtverhältnissen. Diese Lichtunterschiede werden in den verschiedenen Farben und Farbharmonien der Bilder deutlich. 1894 überarbeitete Monet die Bilder dieser Serie im Atelier, wobei er die unterschiedliche Stimmung abbildenden Werke gleichzeitig bearbeitete und keines abgab, bevor die komplette Serie fertiggestellt war. Die Bilder der Serie Kathedrale von Rouen bestätigten Monets künstlerischen Durchbruch.

### Reisebilder

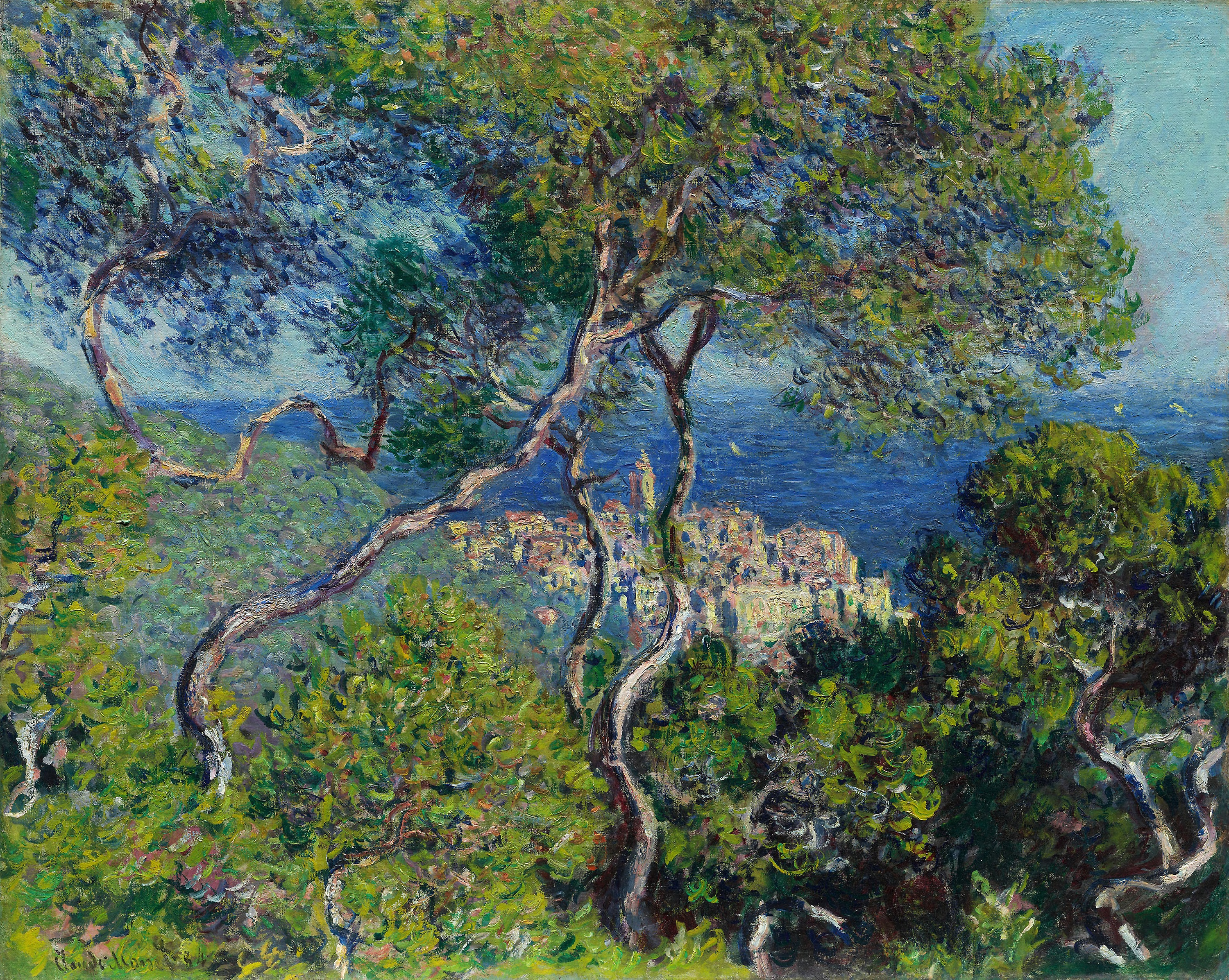
Bordighera, 1884, Art Institute of Chicago

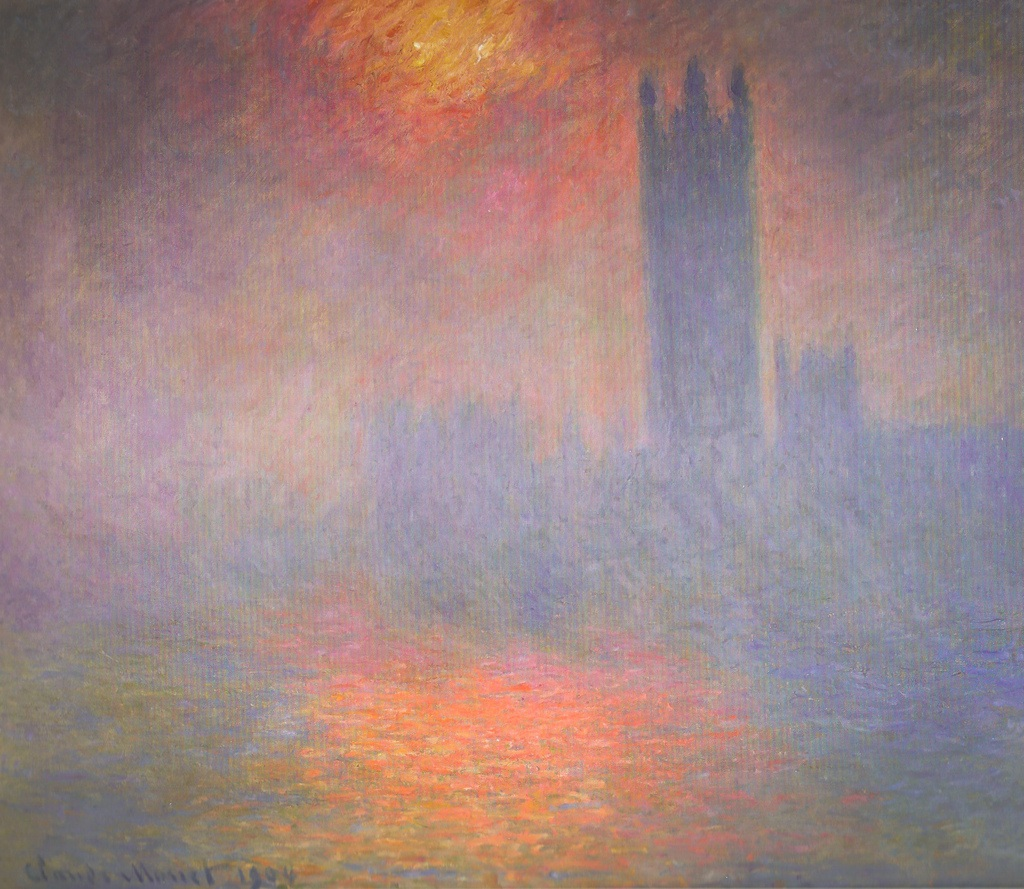
Das Parlament von London, 1904, Musée d’Orsay in Paris

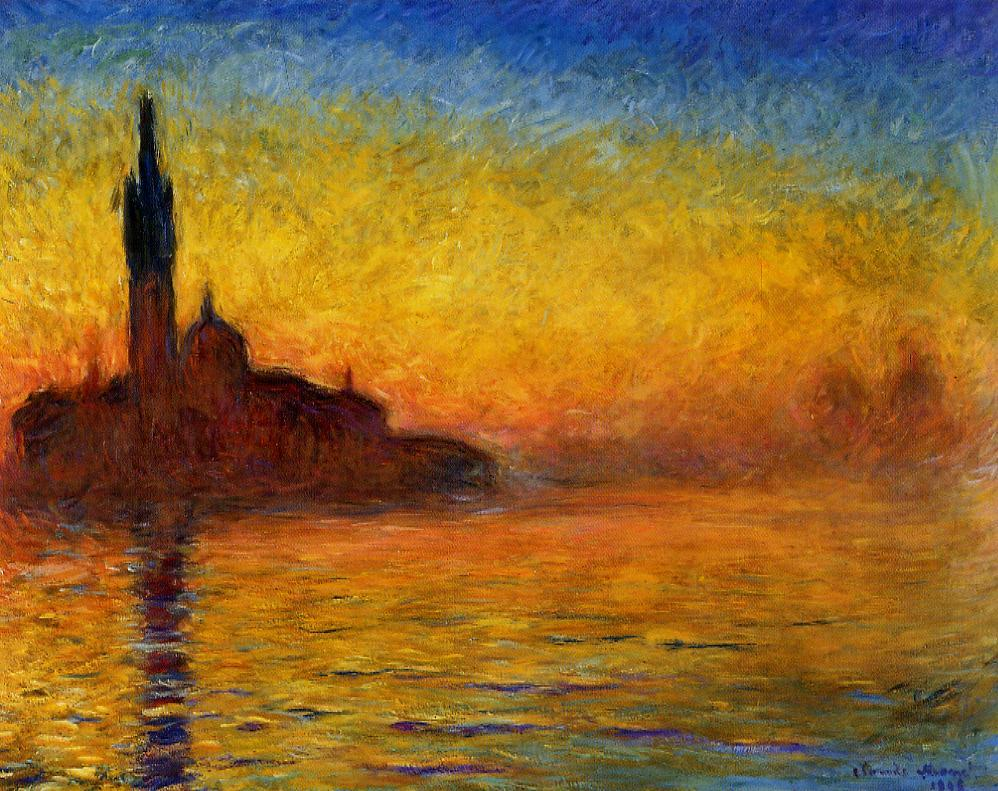
Abendstimmung in Venedig, 1908, Artizon Museum in Tokio

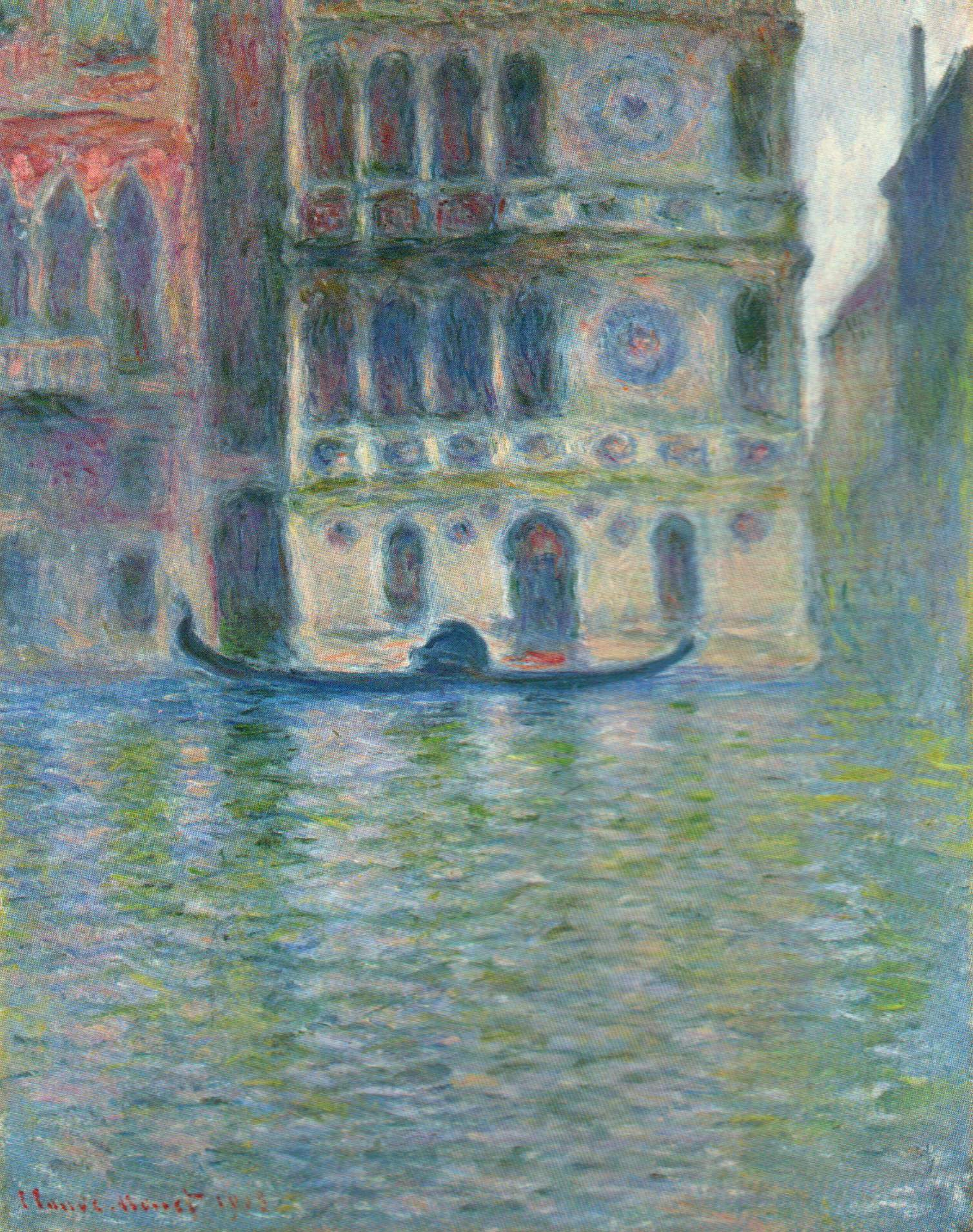
Palazzo Dario in Venedig, 1908, National Museum Wales

Claude Monet unternahm während seines Lebens mehrere Reisen an die französische Kanalküste, die französische Mittelmeerküste, nach Norwegen, London und Venedig. Besonders die Erfindung der Eisenbahn und die mit ihr verbundenen Zugverbindungen ermöglichten schnellere und billigere Reisen, so dass Monet es sich leisten konnte, mehrmals innerhalb Frankreichs zu reisen. Dabei war er immer mit seinen Malutensilien unterwegs und malte an den besuchten Orten.
Im Dezember 1883 unternahm Monet zusammen mit Renoir eine Reise in den Süden Frankreichs. Anfang 1884 kehrte Monet allein ans Mittelmeer bei Bordighera zurück. Auf dieser Reise entstand zum Beispiel das Bild Bordighera, welches den typischen Stil dieser Bilder aufweist. Im Vordergrund des Bildes befinden sich arabeskenartig verdrehte Bäume. Im zum Meer hin tiefer liegenden Hintergrund ist die Ortschaft zu erkennen. Monet verwendet Farben wie Rosa, Orange, Ultramarin und Türkisblau, die er vorher kaum benutzt hatte. So ist auf diesem Bild das strahlende Blau des Meeres besonders auffällig. Monet sagte über die Darstellung dieser Farben, „man brauchte auf seiner Palette Diamanten und Edelsteine“. Insgesamt brachte Monet von seinem Mittelmeeraufenthalt etwa 50 Bilder mit zurück, von denen er die meisten erst im Atelier vollendete.
Claude Monet reiste mehrmals nach London, wo er sich schon 1870/1871 aufgehalten hatte. Während seiner Malreisen 1899 bis 1901 in die britische Hauptstadt begann Monet vom Hotel Savoy und vom St. Thomas Hospitals aus eine Serie von Bildern des Parlaments von London, der Charing Cross Bridge und der Waterloo Bridge. Mit insgesamt über 100 London-Bildern ist dies nach den Seerosenbildern die umfangreichste Serie Monets. Er malte dabei auf mehreren Leinwänden gleichzeitig, um die verschiedenen und wechselnden Lichtstimmungen festzuhalten. Dabei skizzierte er meist nur und malte Anfänge, die dann im Atelier weiter ausgearbeitet wurden. Erstaunlich dabei ist, dass Claude Monet nach 20 Jahren wieder Motive aus der Großstadt malte. Das Bild aus der Serie Das Parlament von London aus dem Jahr 1904 zeigt das Gebäude in einer gedrückten Atmosphäre. Es dominieren dunkle Farbtöne und die Umrisse des Gebäudes treten scharf hervor. Im Kontrast dazu steht die orange-rote Sonne, deren Licht sich auf der Themse spiegelt. Wieder, wie schon bei der Bilderserie der Kathedrale von Rouen, malt Monet nicht die neugotische Architektur des Gebäudes, sondern allein seine Wirkung im Licht. Da Monet das Parlamentsgebäude meist im Gegenlicht malte, zeigt dieses Bild wahrscheinlich die Abenddämmerung. Dabei änderten sich die Lichtverhältnisse sehr schnell. Auf die London-Bilder reagierte die Kritik sehr positiv und sie konnten zu hohen Preisen verkauft werden.
Die 37 Bilder, die Claude Monet 1908 während seines nur zweimonatigen Aufenthaltes in Venedig schuf, erreichen einen Abstraktionsgrad in den Farbteppichen, der nicht mehr der Augenblicksmalerei des Impressionismus entspricht. Er studierte die Atmosphäre der Stadt und hielt sie erst für nicht abbildbar, begann dann jedoch enthusiastisch zu malen. Elf seiner Bilder sind Nahansichten beeindruckender Paläste, davon vier des Palazzo Dario, drei des Dogenpalastes und jeweils zwei des Palazzo da Mula und des Palazzo Contarini. Monet malte die Paläste immer aus der gleichen Perspektive, jedoch bei unterschiedlichen Lichtverhältnissen. So entstand beispielsweise die Abendstimmung in Venedig, welche die Kirche San Giorgio Maggiore im Licht der untergehenden Sonne zeigt. Im Wasser spiegeln sich der Kirchturm und das Licht der Sonne. Mit der Pinselführung deutete Monet die Wellenbewegung des Wassers plastisch an. Am oberen Bildrand dominiert die Farbe blau, während in Richtung Horizont immer mehr gelbe und rote Farbtöne hervortreten und dominieren. Diese Farben der Venedig-Bilder, wie auch bei diesem, leuchten stark, sind jedoch nicht die Abbildung des Originalmotives. Claude Monet begann viele Gemälde in Venedig und überarbeitete sie manchmal jahrelang noch im Atelier. Zum Teil beginnt er die Bilder noch einmal von Neuem. Damit spielen die Erinnerung an das Motiv und die Empfindung eine größere Rolle als das ursprüngliche Motiv. Seine Werke aus Venedig wurden erneut von den Kritikern lobend aufgenommen. So wurden die Bilder beispielsweise als „farbig schillernde Ferien“ bezeichnet.

### Seerosenbilder und der Garten von Giverny

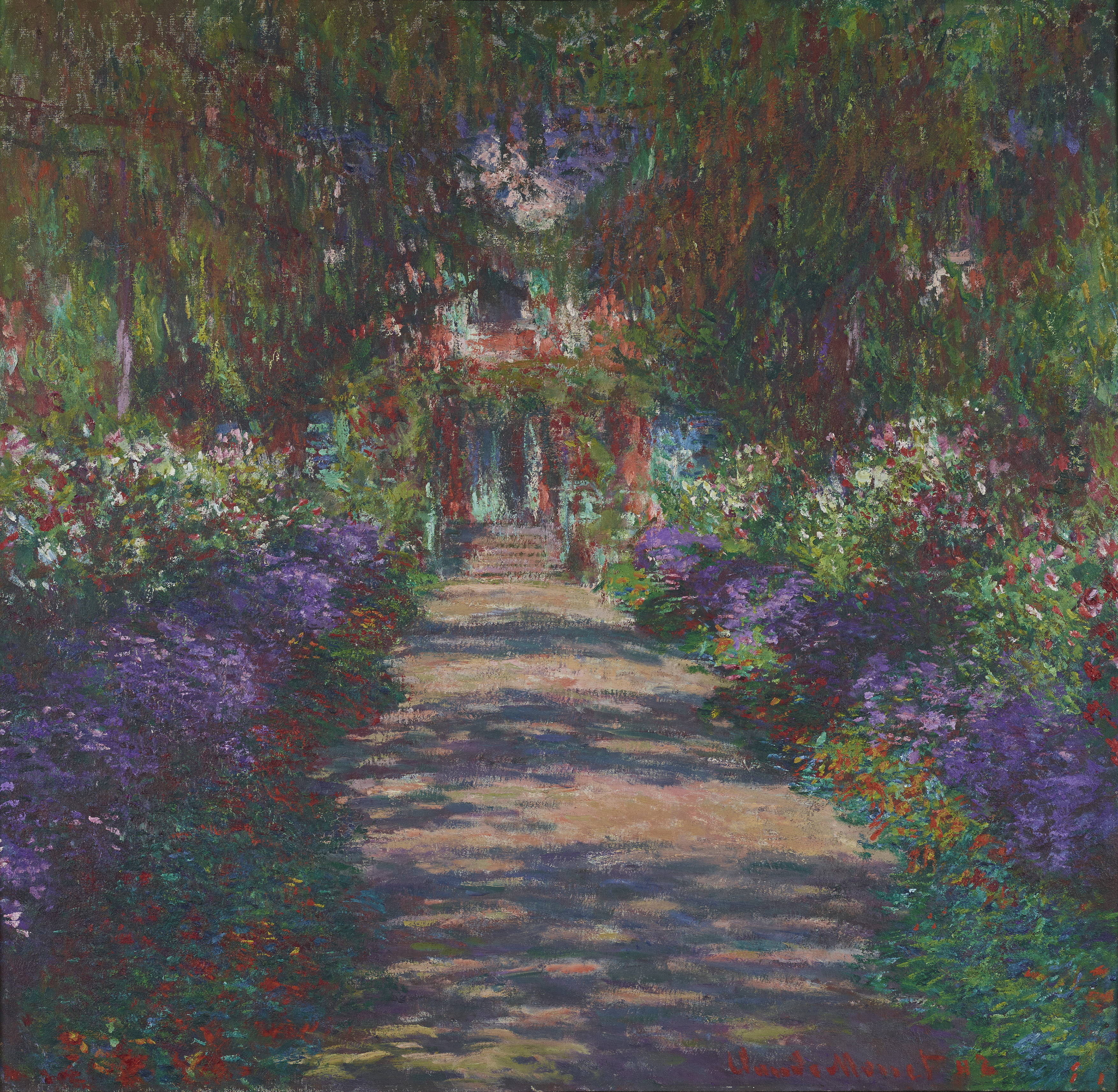
Weg im Garten des Künstlers, 1901/1902, Belvedere in Wien

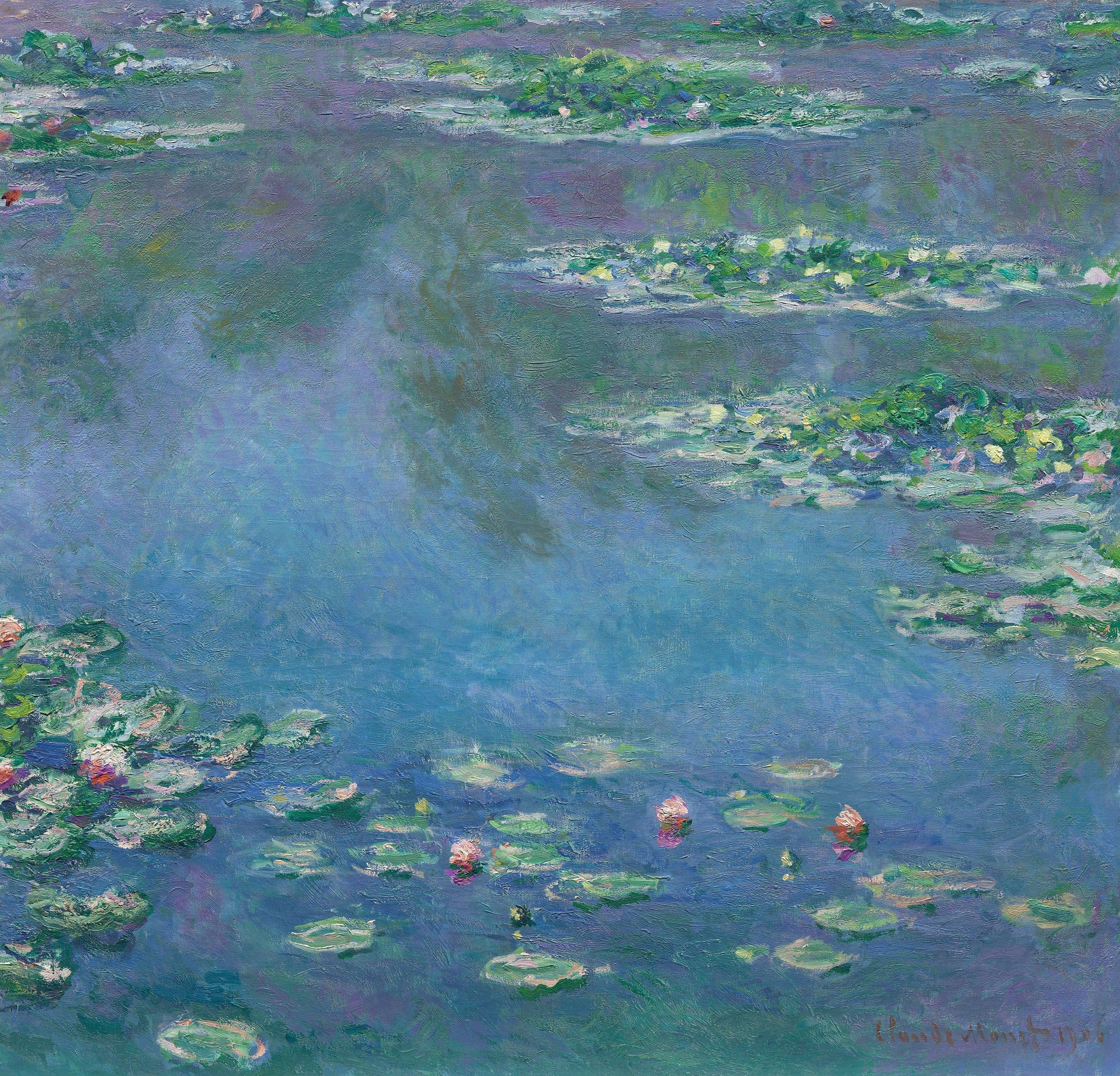
Seerosen, 1906, Art Institute of Chicago

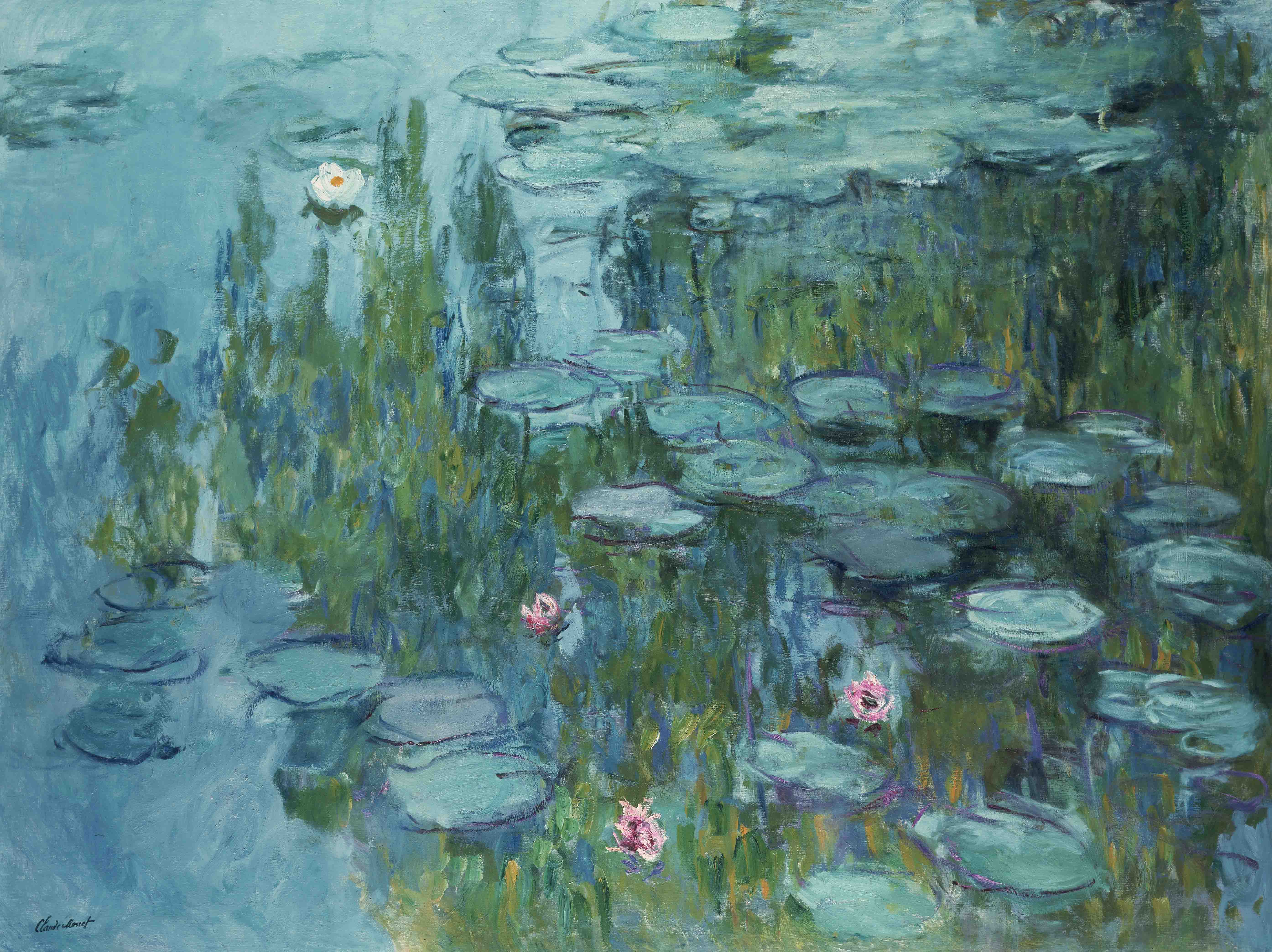
Seerosen, etwa 1915, Neue Pinakothek München

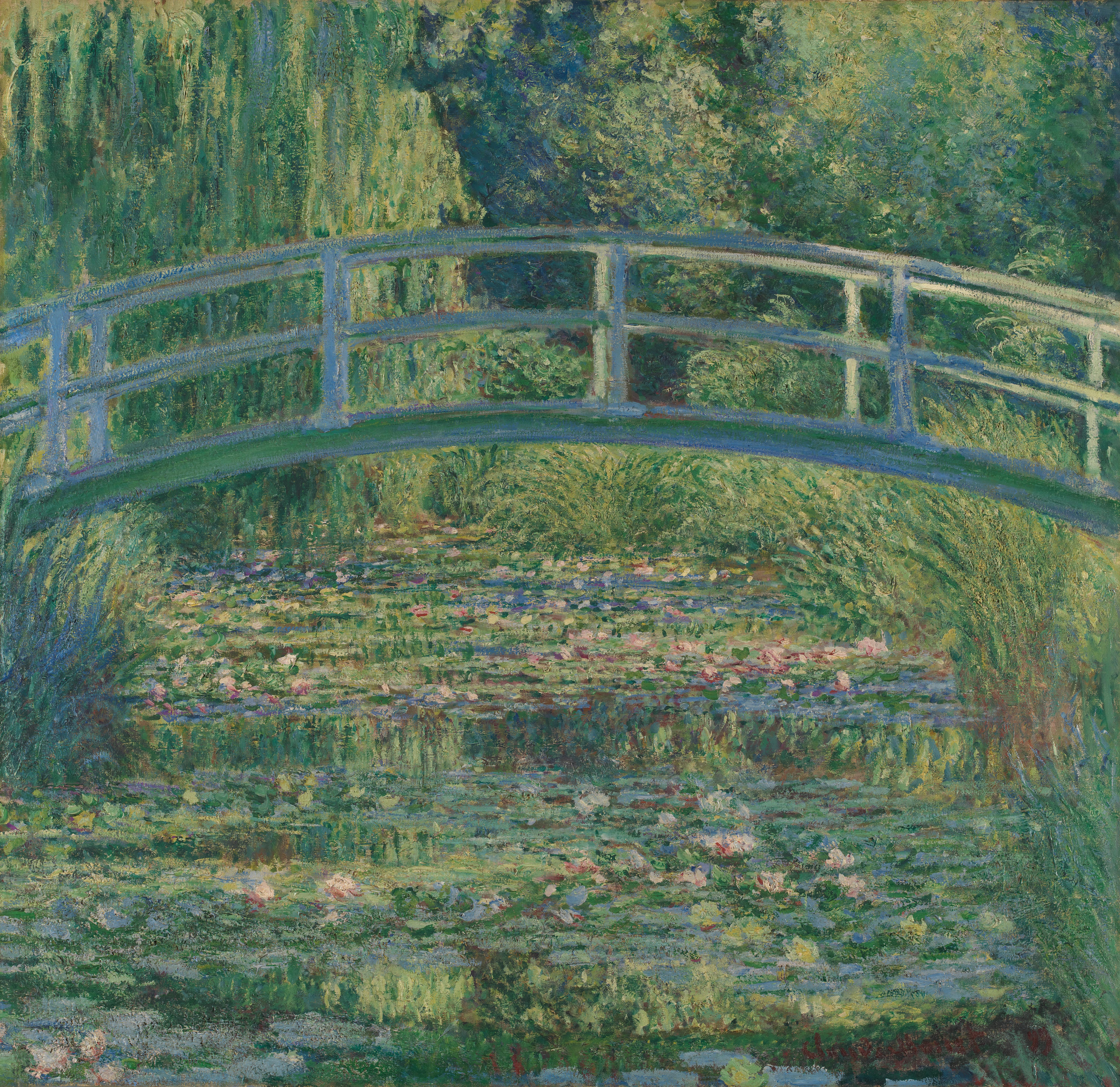
Die japanische Brücke, etwa 1899, National Gallery in London

Seine letzten dreißig Lebens- und Schaffensjahre beschäftigte sich Monet hauptsächlich mit der Anlage und Gestaltung seines Gartens in Giverny, der sich in den clos normand genannten Ziergarten und den sogenannten jardin d’eau oder Wassergarten mit seinem Seerosenteich untergliedert. Beide dienten ihm häufig als Motiv für seine Gemälde. Er kaufte exotische Pflanzen, die zum Teil erst wenige Jahre in Frankreich bekannt waren, und komponierte das Farbzusammenspiel der Blüten.
Das Bild Weg im Garten des Künstlers, das 1901 und 1902 entstand, ist Teil einer Reihe annähernd quadratischer Bilder vom selben Motiv. Es zeigt einen zum Haus führenden Weg durch den Garten. Das Haus im Hintergrund befindet sich in der Mitte der Blickachse, ist jedoch aufgrund der Pflanzenfülle nur schwach zu erkennen. Der Weg wird von Kletterrosen überrankt, was ihm den Namen „Rosenweg“ eintrug, und von Rabatten begrenzt. Besonders dominant tritt die violette Blütenfarbe aus diesen Beeten hervor, während die obere Bildhälfte von der Farbe Rot dominiert wird. Auf dem Weg treten dunkel die von den rankenden Rosen geworfenen Schatten stark hervor. Das Bild ist symmetrisch aufgebaut, wirkt jedoch aufgrund der Farbfülle nicht streng.
Monet beschäftigte einen Gärtner allein zur Pflege der Seerosen im Wassergarten. Der Teich ist neben den Seerosen von Seegras und Algen belebt, während am Ufer Schilf, Iris und Trauerweiden wachsen. Claude Monet gab die großen Landschaftskompositionen auf und fokussierte auf die Teilansicht. Er konzentrierte sich auf Ausschnitte der Wasseroberfläche. Die abgebildeten Wasserlandschaften haben keinen Horizont mehr, so taucht der Himmel nicht mehr am oberen Bildrand auf. Nur noch als Spiegelung erscheint der Himmel im Bild, wie auch Bäume. Deshalb können die Bilder kaum noch zu Landschaftsbildern gezählt werden. So verwendete Monet den Begriff „Reflexlandschaften“. Er malte die Landschaften nicht nur im Freien, sondern auch im Atelier, kehrte jedoch immer wieder zum Originalmotiv zurück. Die Bilder vom Seerosenteich zeigen die am weitesten vorangetriebene Auflösung des Motivs. Die breit lagernden Blätterinseln der Seerosen bilden horizontale Strukturen, während die Spiegelungen im Wasser vertikale Strukturen schaffen. Dass diese geometrischen Strukturen nicht langweilig wirken, liegt vor allem an der auflockernden Wirkung der Blüten. Auch trägt die Farbe zur Auflockerung bei. Sie ist in viele einzelne Nuancen aufgespalten, so dass innerhalb eines Bildes wechselnde Farbtöne vorliegen. Dabei gab Claude Monet die Lichtwahrnehmung so wieder, dass im Bild das flimmernde Mosaik aus Farben ersichtlich wird. Die Farbe wurde von Monet in Tupfen und Strichen aufgetragen, wobei die erste Farbschicht sehr dünn ist und von den späteren, dickeren Schichten überdeckt wird. Mit der Zeit änderte sich Monets Farbauftrag. Während die ersten Bilder mit kurzen Punkten und Flecken gemalt wurden, werden die Striche auf den späteren Seerosenbildern dicker und bilden strudelartige Strukturen. Daneben entfernten sich die Farben des Bildes von der tatsächlichen Objektfarbe. Weiterhin wurden die Formate immer größer. So sind die Seerosendekorationen beispielsweise mit Größen von 2 × 6 Metern aus dem Jahr 1926 im Vergleich mit einem Bild aus dem Jahr 1904 mit 90 × 92 Zentimetern stark gewachsen.
Neben den Seerosen-Bildern malte Monet in seinem Wassergarten mehrere Bilder mit dem Titel Die japanische Brücke. Die Brücke ließ Claude Monet nach japanischem Vorbild errichten. Vor allem ihretwegen erhielt der Wassergarten den Beinamen „Japanischer Garten“. Schon 1895 und 1897 malte Monet dieses Motiv. Erst 1899/1900 wurde daraus eine zusammenhängende Serie. Die Bilder zeigen die Brücke aus einer frontalen Ansicht von der Westseite des Teiches aus. Die Wasserfläche wird von Seerosen bedeckt und von der Brücke überspannt. Allein das Geländer der Brücke zeigt lineare Strukturen in dem Bild. Im Bildhintergrund befindet sich die üppige Ufervegetation. Auf dem Wasser spiegeln sich diese zusammen mit der Brücke. Die Wasserfläche und die Umgebung des Teiches verschmelzen miteinander aufgrund des homogenen Pinselstrichs. Auch in dieser Serie ist der Himmel zumindest nicht direkt, sondern nur über Spiegelungen und Lichtreflexe zu erkennen, da Flora und Wasser die gesamte Fläche des Bildes einnehmen. Die ersten Bilder der Serie beinhalten eine strenge Symmetrie, die in den späteren Bildern aufgehoben wurde, da Monet stärkere Farbkontraste verwendete und das linke Ufer mehr einbezog. Nach 1908 tauchte das Motiv der Brücke lange Zeit nicht mehr in den Bildern Monets auf. Erst 1920 malte er weitere Bilder dieser Serie, die sich jedoch radikal von den früheren unterscheiden. Sie sind eine einzige große Farbmasse, aus der die Brücke allein mit zwei dunklen Bögen angedeutet hervortritt.

## Bedeutung

### Künstlerische Bedeutung, Beachtung und Bekanntheit
Claude Monets Werk umfasst die Einflüsse mehrerer Stilepochen. Sein Frühwerk gehört zum Realismus, von dem er sich immer weiter weg entwickelte. Er war ein bedeutendes Mitglied der Gruppe der Impressionisten und einige seiner Werke werden mit zu den wichtigsten Bildern dieser Stilepoche gezählt. Sein Spätwerk besteht vor allem aus Serien- und Gartenbildern. Vor allem dieses Spätwerk Monets stieß in der Zeit nach seinem Tod auf wenig Resonanz. Die Seerosen-Dekorationen, die Claude Monet dem französischen Staat geschenkt hatte, wurden zwar am 17. Mai 1929 in der Pariser Orangerie als „Musée Monet“ der Öffentlichkeit präsentiert, diese zeigte jedoch nur wenig Interesse. In diesen Räumlichkeiten wurde 1931 eine Retrospektive Monets gezeigt, in der ebenfalls das Spätwerk deutlich unterrepräsentiert war. In der Folge veranstaltete das Museum einige andere Ausstellungen in diesen Räumen, was dem mit Claude Monet geschlossenen Vertrag widersprach. Bei einer Präsentation flämischer Teppiche wurden 1935 sogar die Bilder mit diesen überhängt. Die Kritik bewertete die Werke aufgrund der sich auflösenden Form und der besonders intensiven Farben negativ, da ihnen der empirische Bezug zur Natur fehlte. Die Bilder widersprachen damit der Vorstellung, dass im Impressionismus das Naturvorbild optisch genau wiedergegeben wird. Bis in die 1980er Jahre unterschied man in der Kunstwissenschaft mit wenigen Ausnahmen zwischen dem impressionistischen Frühwerk, das die zwischen 1870 und 1880 entstandenen Bilder umfasst, und dem negativ beurteilten Spätwerk. Zu Beginn der 1880er Jahre erschien die Welt zunehmend als bedrohlich, was das Imaginäre und Visionäre als Gegenposition beförderte. Claude Monet wurde zwischen 1880 und der Jahrhundertwende von der zeitgenössischen Kritik als Pionier betrachtet. Er bewegte sich in seinen Bildern nach 1890 zwischen Naturalismus und Abstraktion, was die Zuordnung seiner späten Bilder zu einer Stilrichtung verhindert.
Künstler wie Max Liebermann, Augusto Giacometti oder Lovis Corinth würdigten Monets impressionistische Werke und wurden von ihnen beeinflusst. Dieser Einfluss Monets, auch über seinen Tod hinaus, erlosch mit dem Tod Pierre Bonnards 1947, der sich selbst als den „letzten Impressionisten“ bezeichnete. Während die Kubisten die Werke Monets wegen der Auflösung der statischen Formen ablehnten, erkannten vor allem ausländische Maler wie beispielsweise Wassily Kandinsky die Bedeutung Claude Monets für die Moderne.
Ende der 1940er und in den 1950er Jahren kam es zu einem Monet-Revival. 1947 sagte Marc Chagall über Claude Monet: „Heute ist Monet für mich der Michelangelo unserer Epoche […].“ In seiner Würdigung nahmen die späten Werke jedoch keine besondere Position ein. Im Gegenteil dazu bezeichnete André Masson 1952 die Seerosendekorationen als „Sixtinische Kapelle des Impressionismus“. Einen großen Anteil an der wachsenden Popularität hatte daneben die Nachkriegsmalerei der USA, in der die Geste mehr in den Vordergrund rückte und sich der Anti-Rationalismus durchsetzte. Das Interesse am Spätwerk kam vor allem mit der abstrakten Malerei wieder auf. Über 300 amerikanische Künstler reisten in den 1950er Jahren nach Paris, wo sie auch Monet studierten. Neben diesen Entwicklungen trugen auch erste größere Einzelausstellungen in den 1950er Jahren zur internationalen Anerkennung des Werkes von Claude Monet bei. Dabei kommt der Impressionisten-Ausstellung in der Kunsthalle Basel des Jahres 1949 eine Sonderstellung zu, da, vor allem aus Sachzwängen heraus, die meisten ausgestellten Werke zu den Seerosenbildern gehörten. Infolgedessen stiegen auch die Besucherzahlen in der Orangerie an.

### Kommerzieller Erfolg
Lange Zeit seines künstlerischen Schaffens lebte Claude Monet am Existenzminimum. Seine Werke wurden wie auch die anderer Maler, die nicht den klassischen, beim Publikum beliebten Malstil pflegten, meist von den Käufern gemieden. Mit dem Wirtschaftsaufschwung nach dem Deutsch-Französischen Krieg 1871 zogen die Bilderpreise an und auch Werke der Impressionisten fanden zum Teil zu unerwartet hohen Preisen Absatz. Der Kunsthändler Paul Durand-Ruel, den Monet während seines Aufenthaltes in London kennengelernt hatte, kaufte über Jahre hinweg Werke Monets und anderer von der Kritik abgelehnter Künstler. Er zahlte nicht viel, die regelmäßigen Einnahmen ließen Monet jedoch ein finanziell abgesichertes Leben führen. 1873 musste Durand-Ruel die Unterstützung der Impressionisten einschränken, da infolge einer Wirtschaftskrise in Frankreich auch der Kunstmarkt nachgab. Der Preisverfall war bei Werken der Impressionisten besonders groß. So hatte Ernest Hoschedé 1874 auf der ersten Impressionisten-Ausstellung das Bild Impression – Sonnenaufgang für 800 Francs erworben. 1877 auf der Zwangsversteigerung infolge seines Konkurses erzielte dieses Werk nur noch 200 Francs. Besonders diese Auktion dokumentierte öffentlich den Preisverfall der Bilder impressionistischer Künstler. Die Situation Monets verschlechterte sich in der Folge erneut. Ende 1878 sagte Monet dazu: „Ich bin kein Anfänger mehr, und es ist schrecklich, in meinem Alter in einer solchen Lage zu sein, immer betteln und Käufer belästigen zu müssen.“ Erst nach dem Umzug nach Giverny verbesserte sich Monets Lage wieder, als Durand-Ruel seine Unterstützung der Impressionisten wieder in vollem Umfang aufnehmen konnte. Die Werke Monets fanden immer größere Anerkennung und die Preise für seine Bilder stiegen. So konnte er beispielsweise für die Bilder der Serie Kathedrale von Rouen Mitte der 1890er Jahre Preise von 15.000 Francs erzielen. In seinem Haus in Giverny besuchten ihn bedeutende Kunstsammler wie Matsukata Kōjirō.
Ende der 1980er Jahre erzielten die Werke der Impressionisten Auktionsergebnisse, welche die Mehrheit heute nicht mehr erreicht. Monet bildet dabei eine Ausnahme. So erzielte eines der Seerosenbilder von 1907 im Jahre 1989 den Preis 10,5 Millionen Dollar und konnte im November 2005 bei Christie’s mit zwei Millionen Dollar Gewinn wieder veräußert werden. Das liegt auch daran, dass nur wenige Werke Monets auf den Markt kommen. 2004 waren es 26, 2005 22 und 2006 28 Bilder. Dagegen sind es bis zur Jahreshälfte 2007 bereits 27 gewesen. Im Juni 2007 wurde ein Bild der Seerosenserie aus dem Jahr 1904, das auf 10 bis 15 Millionen Pfund geschätzt worden war, bei Sotheby’s für 18,5 Millionen Pfund versteigert. Der Käufer war ein asiatischer Sammler. Es ist damit das viertteuerste Werk Monets nach der Eisenbahnbrücke von Argenteuil, die im Mai 2008 für 41,4 Millionen Dollar im Auktionshaus Christie’s den Besitzer wechselte, und einem Seerosenbild aus dem Jahr 1900, das 1998 bei Sotheby’s für 19,8 Millionen Pfund versteigert wurde. 2008 erzielte das Seerosenbild Le Bassin aux nympheas bei Christie’s 51,7 Millionen Euro. Für ein Gemälde aus der „Heuschober“-Serie vermeldete Christie’s New York am 16. November 2016 einen Verkaufspreis von 80,45 Millionen US-Dollar. Am 14. Mai 2019 wurde für ein weiteres Bild aus dieser Serie beim selben Auktionshaus sogar der Rekordpreis von 110,7 Millionen Dollar erlöst, nachdem das Bild zunächst auf 55 Millionen Euro geschätzt worden war. Anlässlich der Ausstellungseröffnung „Monet.Orte“ im Februar 2020 in Potsdam gab sich die von Hasso Plattner gegründete Hasso Plattner Foundation als Käufer des Werkes zu erkennen.

## Rezeption
Claude Monets Werke werden in der Alltagskultur häufig als Kalender- und Postkartenmotive verwendet. Daneben waren Claude Monet und seine Arbeiten das Motiv von Bildern einiger der anderen Impressionisten. Und auch in der Literatur hatte sein Wirken Auswirkungen.

### Malerei
Claude Monet wurde von seinen Künstlerfreunden der Gruppe der Impressionisten auf mehreren Bildern dargestellt. So porträtierte Pierre-Auguste Renoir Monet drei Mal. Das erste Bild zeigt den sitzenden, Pfeife rauchenden Monet beim Lesen der Zeitung und stammt aus dem Jahr 1872. Auf dem zweiten Bild, das aus dem Jahr 1873 stammt, ist Monet beim Malen in seinem Garten zu sehen, wobei sein ganzer Körper in der unteren rechten Ecke des Bildes zu sehen ist. Das dritte Bild aus dem Jahr 1875 zeigt Monet stehend beim Malen mit Palette und Pinsel in den Händen. Dabei ist nur sein Oberkörper abgebildet. Auch Édouard Manet thematisierte Claude Monet auf einem Bild. Dieses zeigt Monet zusammen mit seiner Frau Camille im Atelierboot, welches er zum Malen auf dem Wasser verwendete.

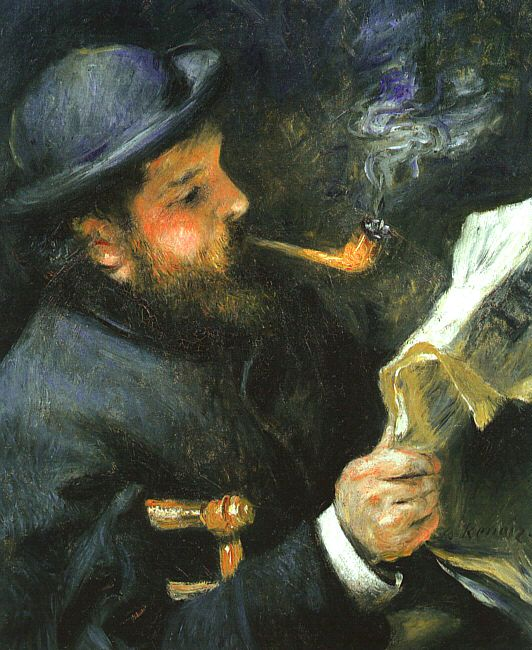
Pierre-Auguste Renoir: Claude Monet beim Zeitunglesen, 1872
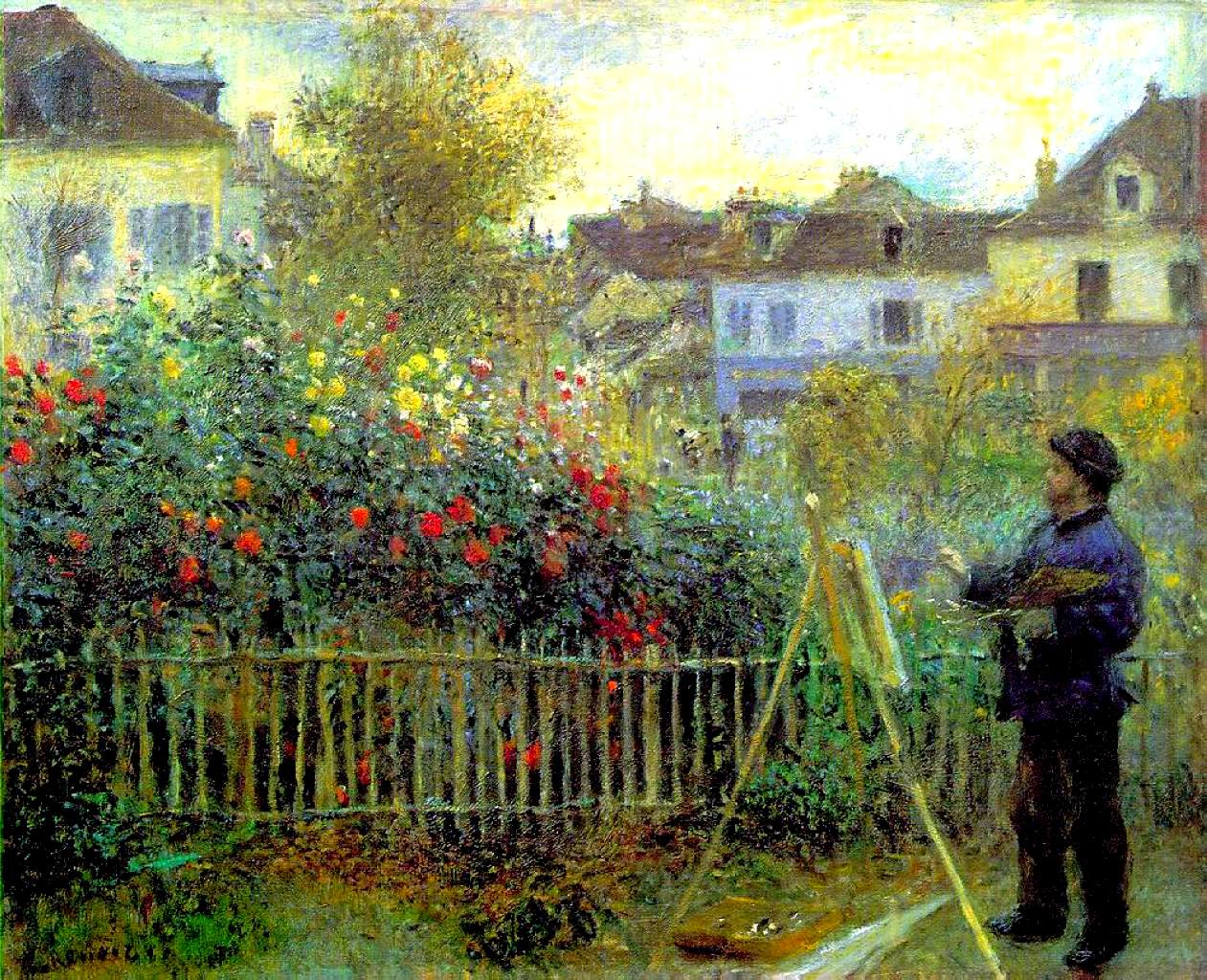
Pierre-Auguste Renoir: Monet beim Malen in seinem Garten in Argenteuil, 1873
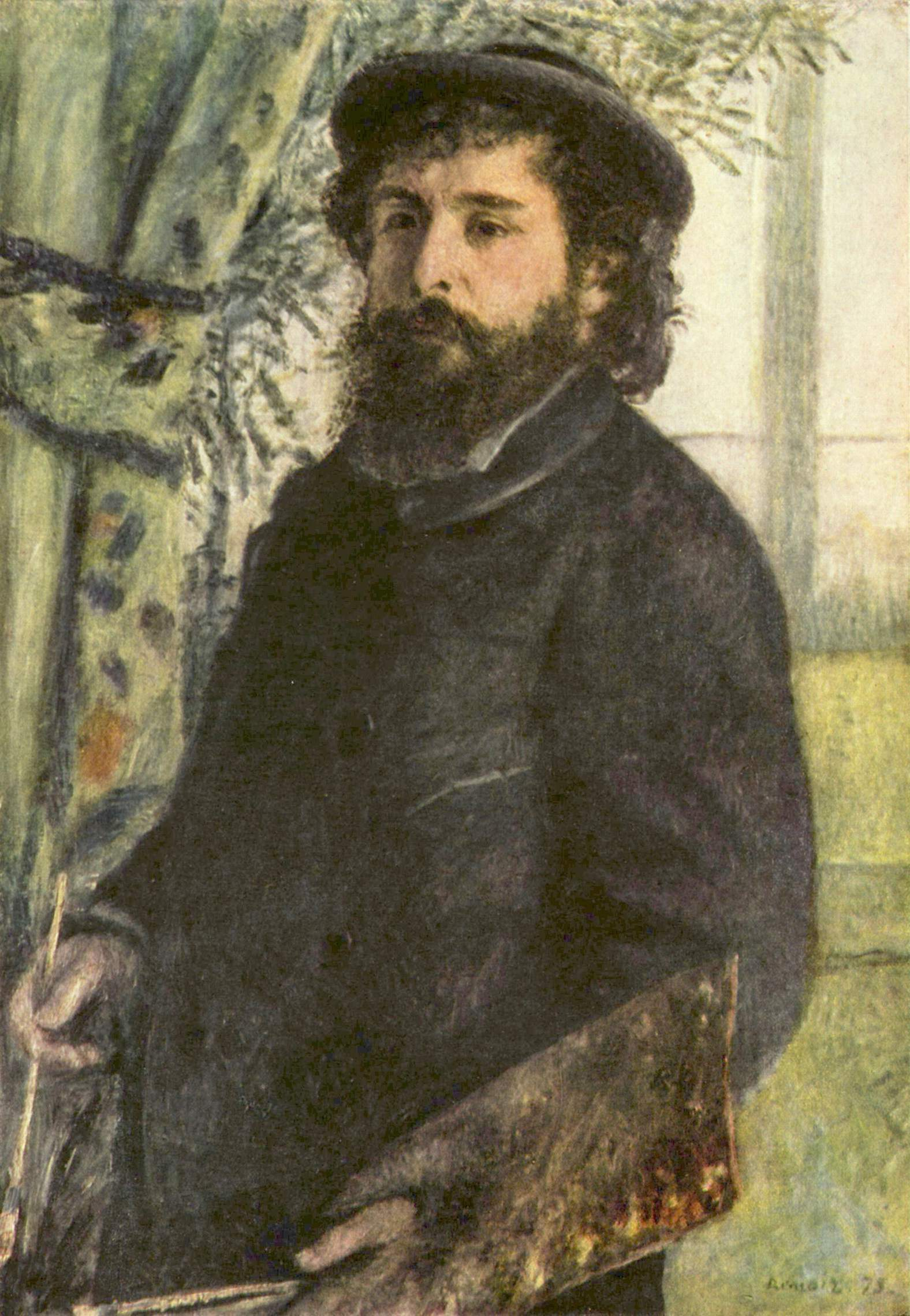
Pierre-Auguste Renoir: Porträt des Malers Claude Monet, 1875
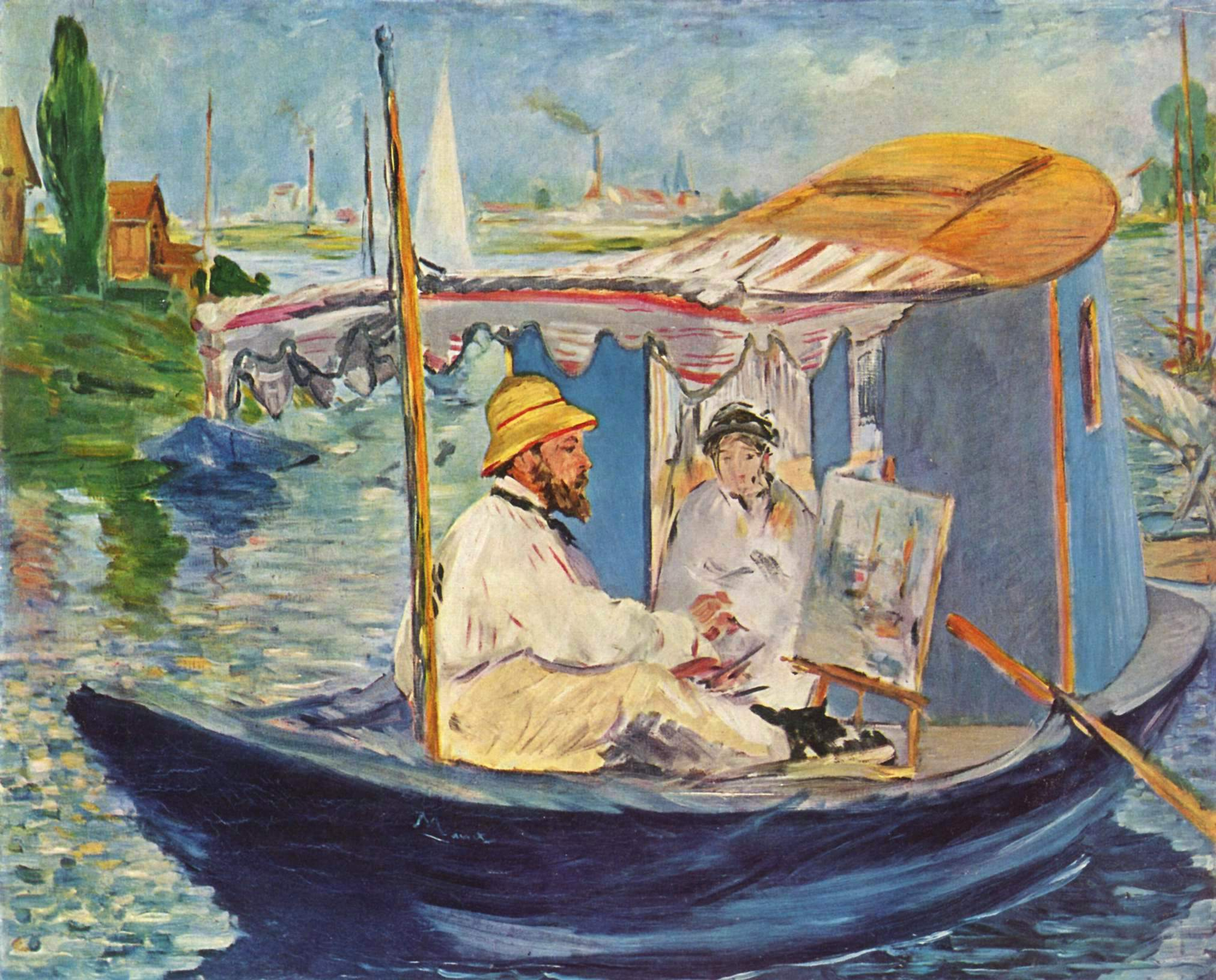
Édouard Manet: Claude Monet und seine Frau im Atelierboot, 1874

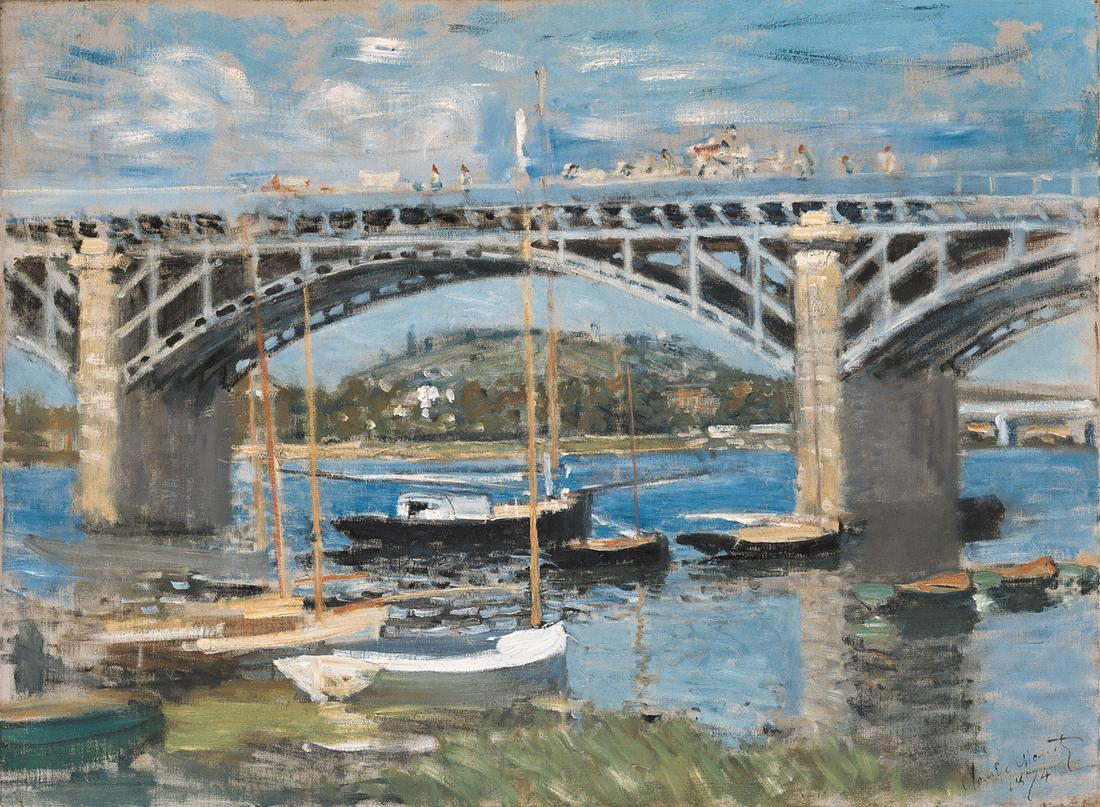
Seinebrücke bei Argenteuil, 1874, Neue Pinakothek in München

Monets Einfluss ist daneben bei vielen Künstlern der Moderne nachzuweisen. So ähneln die dichten Farbtexturen von Jackson Pollock denen von Monets späten Werken. Die Siebdruck-Serie Flowers des Pop-Art-Künstlers Andy Warhol ist ebenso von den Seerosenbildern Claude Monets inspiriert. Warhol hatte Monets Ölbilder zuvor im Museum of Modern Art gesehen. Das Ölgemälde Show me the Monet von Banksy aus 2005 greift Motiv und Stil von Monets japanischer Brücke auf, im Teich stecken jedoch zwei Einkaufswagen und schwimmt ein rotoranger Sicherheitskegel.

### Film
In dem Schwarz-Weiß-Film Ceux de chez nous, einer Dokumentation aus dem Jahr 1915, wird Claude Monet auch thematisiert. Der Regisseur Sacha Guitry betrachtete die französische Kultur während des Ersten Weltkriegs. Dabei konzentrierte er sich vor allem auf Renoir, betrachtete aber auch Degas und Monet, der beim Malen seiner Seerosenbilder gefilmt wurde.
Der Himmel im Monet-Gemälde Die Seine bei Argenteuil (1873) war Namensgeber für den Film Vanilla Sky aus dem Jahr 2001. Der Hauptdarsteller lebt ab dem Wendepunkt des Films in einer aus seinen Gedanken erschaffenen Scheinwelt, die sich dadurch von der Realität unterscheidet, dass ihr Himmel dieselbe Farbe hat, wie der Himmel in einigen Werken Monets.

### Astronomie
Der Asteroid (6676) Monet wurde am 4. April 1996 nach Claude Monet benannt. Schon 1979 war ein Einschlagkrater auf der nördlichen Hemisphäre des Planeten Merkur nach Claude Monet benannt worden: Merkurkrater Monet.

## Dokumentarfilme
- Monet und die Entdeckung Londons. (OT: Monet, la révélation londonienne.) Dokumentarfilm, Deutschland, 2018, 13:07 Min., Buch und Regie: David Dietz, Produktion: Arte, Reihe: Stadt Land Kunst, Erstsendung des Beitrages: 16. Oktober 2018 bei arte, Inhaltsangabe und online-Video aufrufbar bis zum 16. Oktober 2020.

- Die Seerosen – Claude Monets Vermächtnis. (OT: Clemenceau dans le jardin de Monet – Chronique d'une amitié.) Dokumentarfilm, Frankreich, 2018, 51:58 Min., Buch und Regie: François Prodromidès, Produktion: Zadig Productions, Arte France, Erstsendung: 11. November 2018 bei arte, Inhaltsangabe von ARD. Mit Archivaufnahmen; über Monets „tiefe Freundschaft“ mit dem Ministerpräsidenten Georges Clemenceau.

## Hörbücher
- Camille Monet und die Anderen – Die Modelle der Impressionisten. Diese CD entstand begleitend zu der Ausstellung Monet und Camille – Frauenportraits im Impressionismus in der Kunsthalle Bremen (= Grüne Edition). Eine Koproduktion mit der Kunsthalle Bremen, Der Sprachraum, Berlin 2005, ISBN 978-3-936301-06-9.